# Design

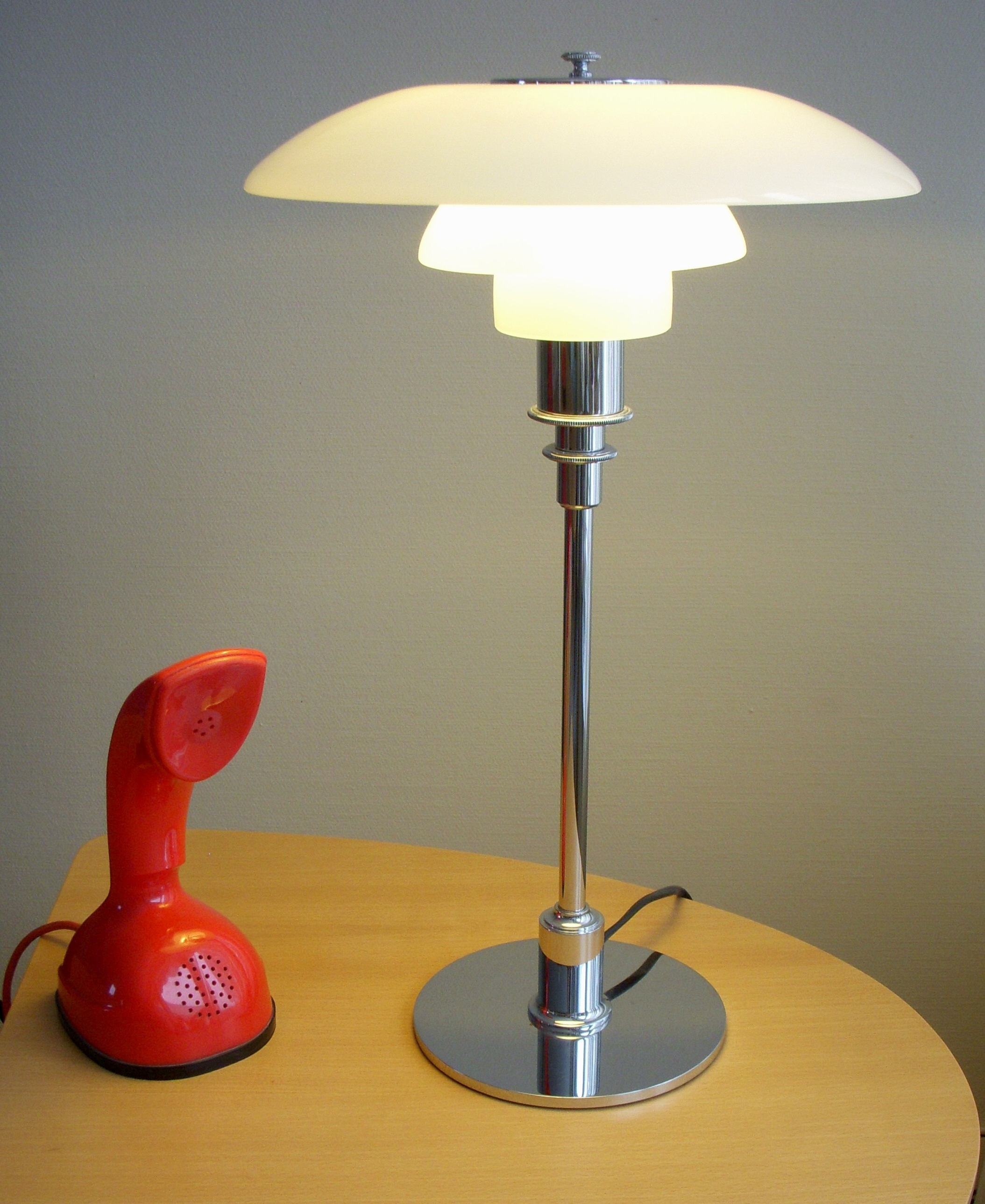
Poul Henningsens "PH-lampa" som bordsmodell och Ralph Lysells "Ericofon" för LM Ericsson på ett soffbord från Swedese.

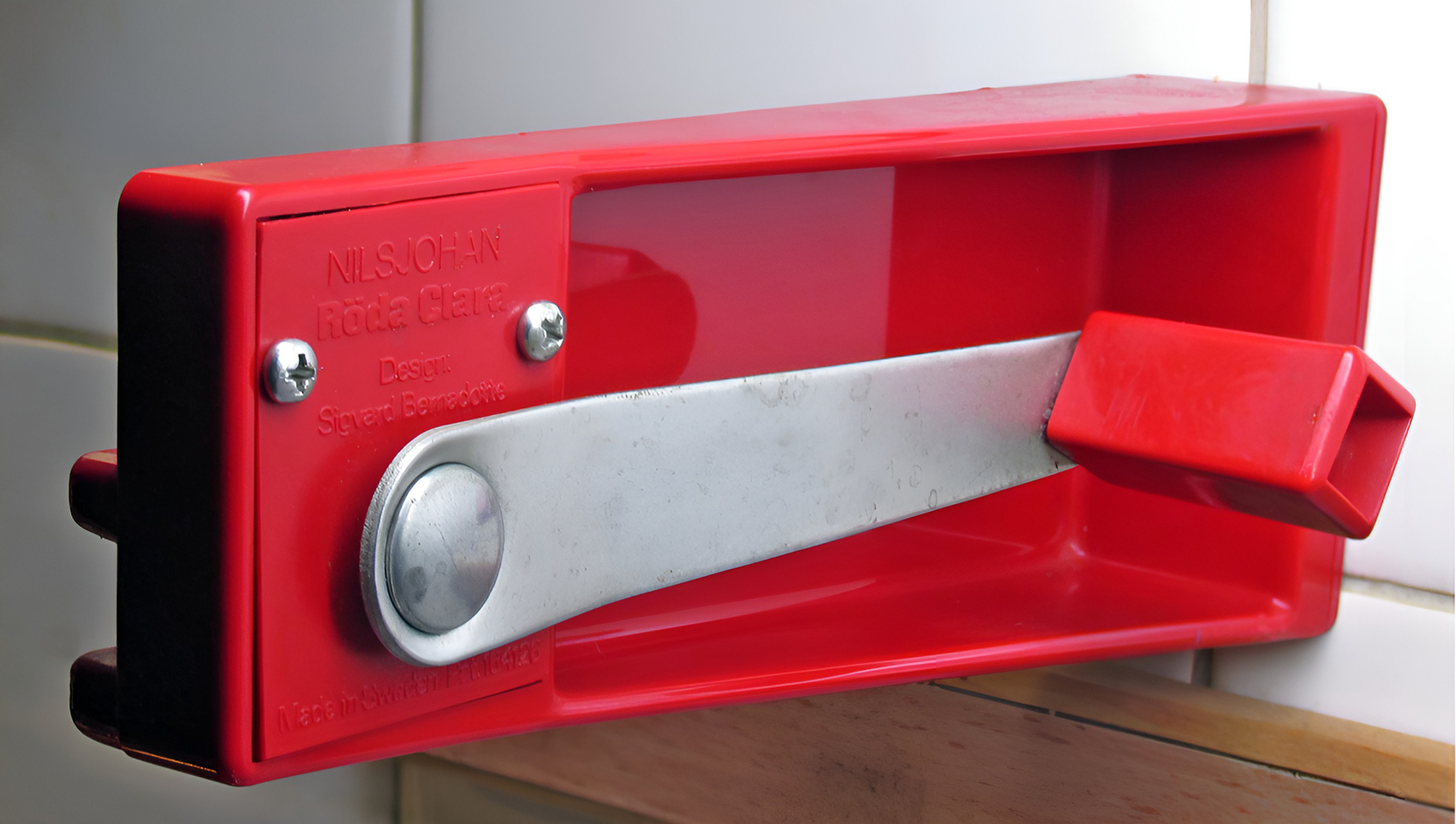
Konservöppnaren Röda Clara för Nilsjohan. Design av Sigvard Bernadotte 1966.

Design, eller formgivning, är ett begrepp som beskriver ett föremåls konstruktion, utseende eller den gestaltningsprocess som används från idéstadiet till färdig produkt. Dessa produkter utvecklas efter funktionella och estetiska krav med utgångspunkt från brukarens behov. Design tillämpas för utveckling av varor, tjänster, processer och miljöer. Då inkluderas funktioner som teknik, användarvänlighet, miljövänlighet, utseende, affärslösningar och även marknadsföring. Det finns emellertid ingen allmänt accepterad definition av ordet design, då termen har olika betydelser inom olika designdiscipliner och användarområden.
Ordet design kommer från latinets designo = peka ut, avbilda, framställa. Design är en engelsk term med den ursprungliga innebörden för plan, skiss, ritning, vilken motsvarades av dessein i 1600-talets Sverige. År 1650 sägs exempelvis att drottning Kristina hade fullföljt sin faders "högberömlige och förnäme desseiner". Det syftade då på den pågående stadsplaneringen i Stockholm och att Gustav II Adolf själv aktivt hade påverkat den.
Design/formgivning är den ändamålsenliga utformningen genom en designer/formgivare av hantverksmässigt eller industriellt framställda produkter och miljöer. Formgivning används för att beskriva gestaltningen av hantverk eller industriellt framställda produkter och miljöer. Syftet med formgivning och design är huvudsakligen att ge ett föremål eller en miljö en väl fungerade form, att underlätta dess användning, att förbättra användarupplevelsen, att optimera materialåtgången och att ge den ett tilltalande yttre. Gränserna mellan konst, formgivning och design är inte helt tydliga, mycket tack vare den mängd områden begreppen design kan användas i. Formgivning används ofta i samband med områden som industridesign, grafisk design, mode etc. Begreppet "konsthantverk" är en traditionell term som används i historiska diskurser för att beskriva hantverksobjekt. Formgivningen innebär gestaltningen av produkten, vad åskådaren ser, känner och vilket uttryck som förmedlas. Material, form och färg är element som formgivare arbetar med för att gestalta produkten.
Beroende på lärogrund avser begreppet formgivning utformningen av gränssnittet mellan produktens funktioner och användaren. Ännu mer begränsat används begreppet för att beteckna ett föremåls utseende eller den del av processen som innehåller konstnärligt skapande eller estetiska överväganden. Populärt används ordet också för att beteckna produkter, tjänster eller miljöer med tydligt estetiskt uttryck, som "väl formgiven", "snygg design" eller "tilltalande gestaltad". Ibland görs en distinktion mellan formgivning och design, som till exempel av Stiftelsen Svensk Industridesign, vilken definierar formgivning som en "verksamhet att skapa yttre form och dekor på främst bruksföremål, trycksaker och digitala medier".
Den svenske formgivaren Hans Ehrich använder "gestaltning" om den skapande delen av sin yrkesutövning. Designskribenten Hedvig Hedqvist menar att ordet design "är egentligen till intet förpliktande om det inte definieras ur en estetisk och funktionell synvinkel." Genom globaliseringen har begreppet design blivit allt mer vanligt även i Sverige. I vissa sammanhang är användning av ordet design att föredra, exempelvis i begrepp som industridesign eller  programvarudesign. I efterföljande avsnitt har begreppen design och formgivning likställts.

## Formgivningsprocessen
Det råder oenighet bland designer inom många områden för hur, både amatörer eller professionella, ensamma eller i lag, framställer produkter med hjälp av design. Den nederländske industridesignern Kees Dorst hävdade att "det finns många sätt att beskriva designprocessen" och diskuterade "två grundläggande och fundamentalt olika sätt", som båda har flera namn. Den allmänna uppfattningen har kallats "den rationella modellen", "teknisk problemlösning"  och "orsakscentrerat perspektiv". Den avvikande uppfattningen har kallats "reflektion i handling","samutveckling" och "handlingscentrerat perspektiv".

## Terminologi

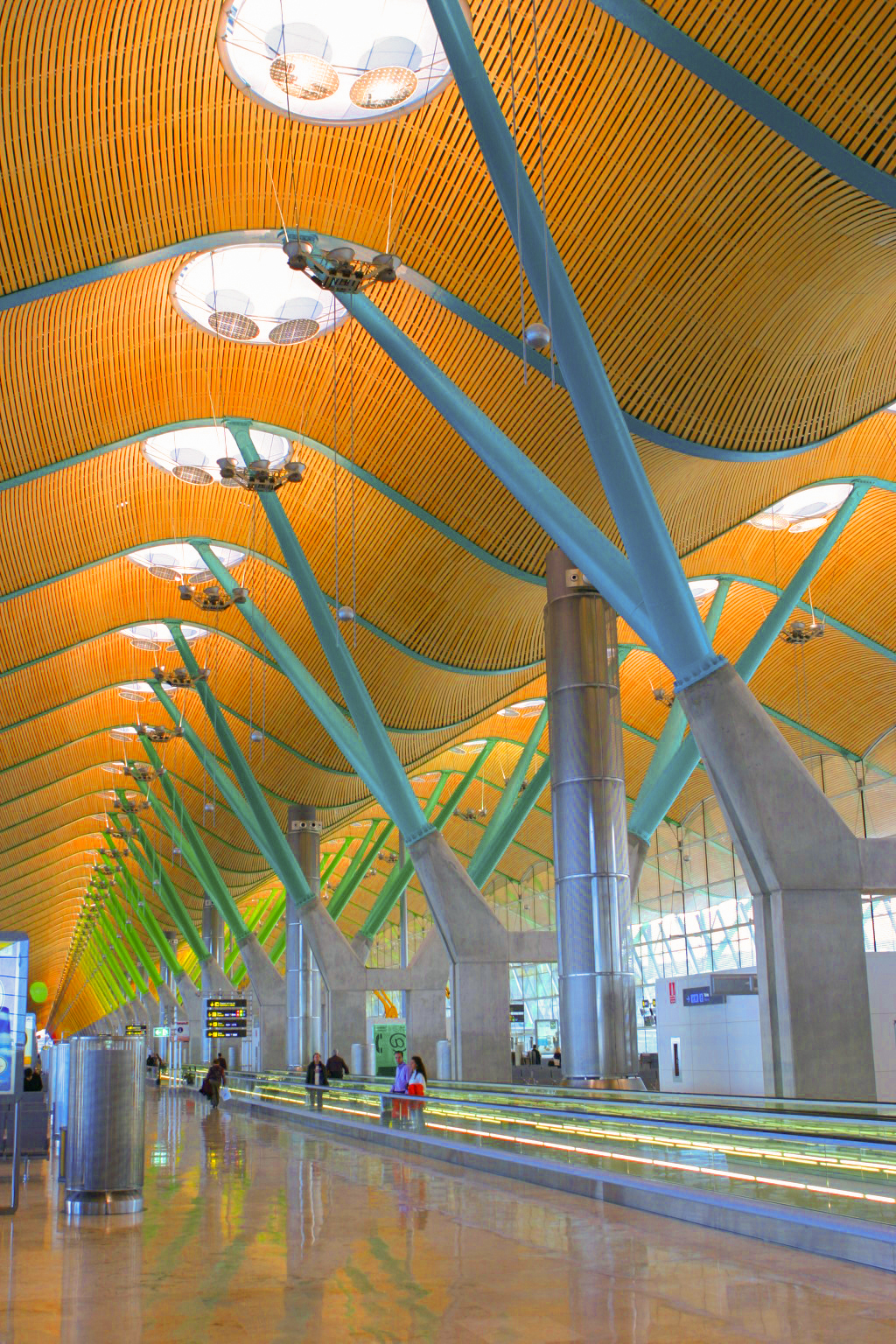
Terminal på Barajas flygplats i Madrid.

### Design och konstruktion
Termen design kan användas för att beskriva en produkts konstruktion i samband med ingenjörsarbete. Inom ingenjörsyrken och teknik ses design som en del av utvecklingsprocessen. Inom detta område överlappar många metoder med såväl produktdesign som ingenjörsvetenskap. Design anses i inom teknik och konstruktion som en form av problemlösning, ofta med hjälp av vetenskapliga och matematiska principer. Då teknikfokuset har tagit stor del i utvecklingen av nya produkter har vikten av "människocentrerad" design ökat.[källa behövs] På engelska används termen design engineer som motsvarande titel för konstruktör på svenska.

### Design och produktion
När begreppet design används i samband med produktion är innebörden utformningen av planering och utförande. Fokus läggs på att förutse och skapa handlingsplaner som kan kompensera eventuella problem i utförandeprocessen. Design och produktion är sammanflätade i många kreativa yrken, som innebär att problemlösning är en del av utförandet och tvärtom. Design behöver nödvändigtvis inte innefatta kreativitet, den kan bestå av en enkel upprepning av en känd och redan existerande lösning som kräver minimal kreativitet eller förmåga till problemlösning från designern.[källa behövs] För att optimera producerbarheten och kostnad av produkter används med fördel processverktyget Design for Manufacturing, produktionsanpassad konstruktion på svenska.

### Processdesign
Processdesign hänvisar till planering av rutinsteg i en process där fokus inte ligger på det förväntade resultatet. Istället behandlas processen som en produkt, inte metoden för design. Begreppet har sitt ursprung i industriell design av kemiska processer. Med den ökande komplexiteten i informationsåldern, har konsulter och chefer funnit att termen även är användbar för att beskriva utformningen av affärsprocesser och tillverkningsprocesser.

## Filosofier och studier om formgivning
Det finns otaliga filosofier för att styra design då värderingar gällande design och dess medföljande aspekter inom modern design varierar, både mellan olika skolutbildningar och bland utövande designers. Designfilosofier används vanligen för att bestämma målet med design. Ett designmål kan vara allt från att lösa den minst signifikanta individuella problem för det minsta elementet, till de mest holistiska inflytelserika utopiska mål. Designmål är vanligtvis till för att vägleda design, trots detta kan dessa mål, stora som små kan ibland motsäga syftet med designen, vilket då måste vägas upp mot förbättring av mål långsiktigt eller ett ultimat mål som stödjer designen.
Filosofierna kan skilja sig för synen på design, det vill säga om brukaren utgår från exempelvis "hållbar" design eller "ekologisk" design. Inom designfilosofin finns det olika tillvägagångssätt för att styra det övergripande målet med designen. Några av de mera kända är KISS-principen, "användarcentrerad" design och "kritisk" design.[källa behövs]

## Historik

### Mänsklighetens tidiga formgivning
Formgivning av, genom människan framställda, föremål går hand i hand med önskemålet att förbättra föremålet i fråga. Så är en noggrann bearbetning av en pilspets på stenåldern redan ett tidigt exempel för formgivning, likaså att tillverka denna pilspets senare i brons eller järn. I exemplet med pilspetsen berörs även formgivarens insats. Utöver hantverksskicklighet krävs även att han eller hon måste vara kunnig i att behärska materialet (flinta, brons, järn) och användningsområdet (jakten). Att utföra pilspetsen dessutom "vacker" är säkert ingen slump. Det behövs alltså en tidig form av "tvärvetenskaplig" kunskap. Begrepp som materiallära, funktion, ergonomi och estetik finns redan vid framställningen av en pilspets på stenåldern.

### Formgivning före 1900
Formgivning

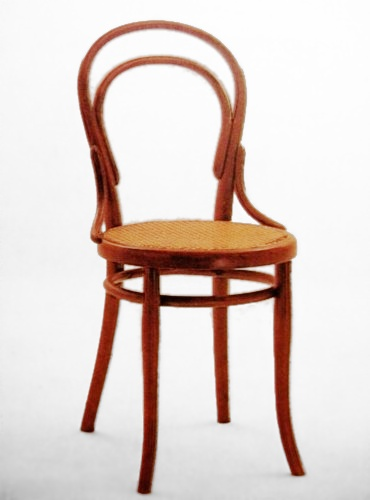
Michael Thonets "Stuhl nr. 14", 1859

Den moderna formgivningen föds i samband med industrialismens framväxt i England. Man insåg tidigt behovet av att tillverka först en prototyp, som kunde utprovas och förbättras, innan en lång, möjligtvis felaktig, serie gick i produktion. På världsutställningen i London 1851 frågade sig en grupp formmedvetna människor varför maskingjorda varor var så "fula". Kampen mot den "fula vardagsvaran" hade börjad och engelsmannen William Morris, konsthantverkare och poet, var en av portalfigurerna i kampen mot industriellt framställda föremål av dålig kvalitet och form. Arts and Crafts-rörelsen sprids över Europa.
Så fort konstnärer och arkitekter började formge industriprodukter följde dessa även tidens allmänna konstnärliga trender. I Paris hyllades 1889 och 1900 Art Nouveau (den nya konsten), i Nordeuropa även kallad jugendstil. Stilen återfanns snabbt i formgivningen som i Paris’ Metrostationer och i österrikaren Otto Wagners samt belgaren Henry van de Veldes arkitektur och interiörer. I sekelskiftets Skottland utvecklade Charles Rennie Mackintosh tillsammans med hustrun Margaret Macdonald Mackintosh sin alldeles egen stil, en sorts "stram" jugendstil, som kallades Modern Style. Hans stolar med extremt höga ryggstöd blev hans bestående kännetecken. I Sverige kom trenderna alltid lite senare och i något svagare uttryck, en av företrädarna för svensk jugend var arkitekten Ferdinand Boberg. Inom möbelindustrin blev tysken Michael Thonet en av pionjärerna med sina stolar i böjträ under 1800-talets mitt.
Historia
Till en början var det konstnärer som anlitades att formge produkter och i England kallade man detta nya yrke "modeller" (med betoning på o). Kring 1840 arbetade i Manchesters textilindustri cirka 500 sådana "modeller". 
I Sverige startas redan 1845 Svenska Slöjdföreningen (numera "Svensk Form") som i slutet av 1800-talet under Erik Gustaf Folcker fick en nyorientering mot en mera ändamålsenlig formgivning av vardagsföremål och möbler. Folcker hade inspirerats efter studieresor i England av bland annat William Morris och Walter Crane. Svenska Slöjdföreningen ville slå vakt om kvaliteten på de svenska slöjdvarorna. Hoten ansågs komma från massproduktionen i industrin.
Länderna visade gärna upp sina formgivna produkter på nationella eller internationella utställningar, exempelvis i Stockholm 1897 (Allmänna konst- och industriutställningen) och i Paris 1889 (Exposition Universelle 1889) , där Eiffeltornet blev ett synbart tecken på formgivning och fransk ingenjörskonst. Det var inte ovanligt att ingenjören även var formgivaren av produkten.

### 1900–1910
Formgivning

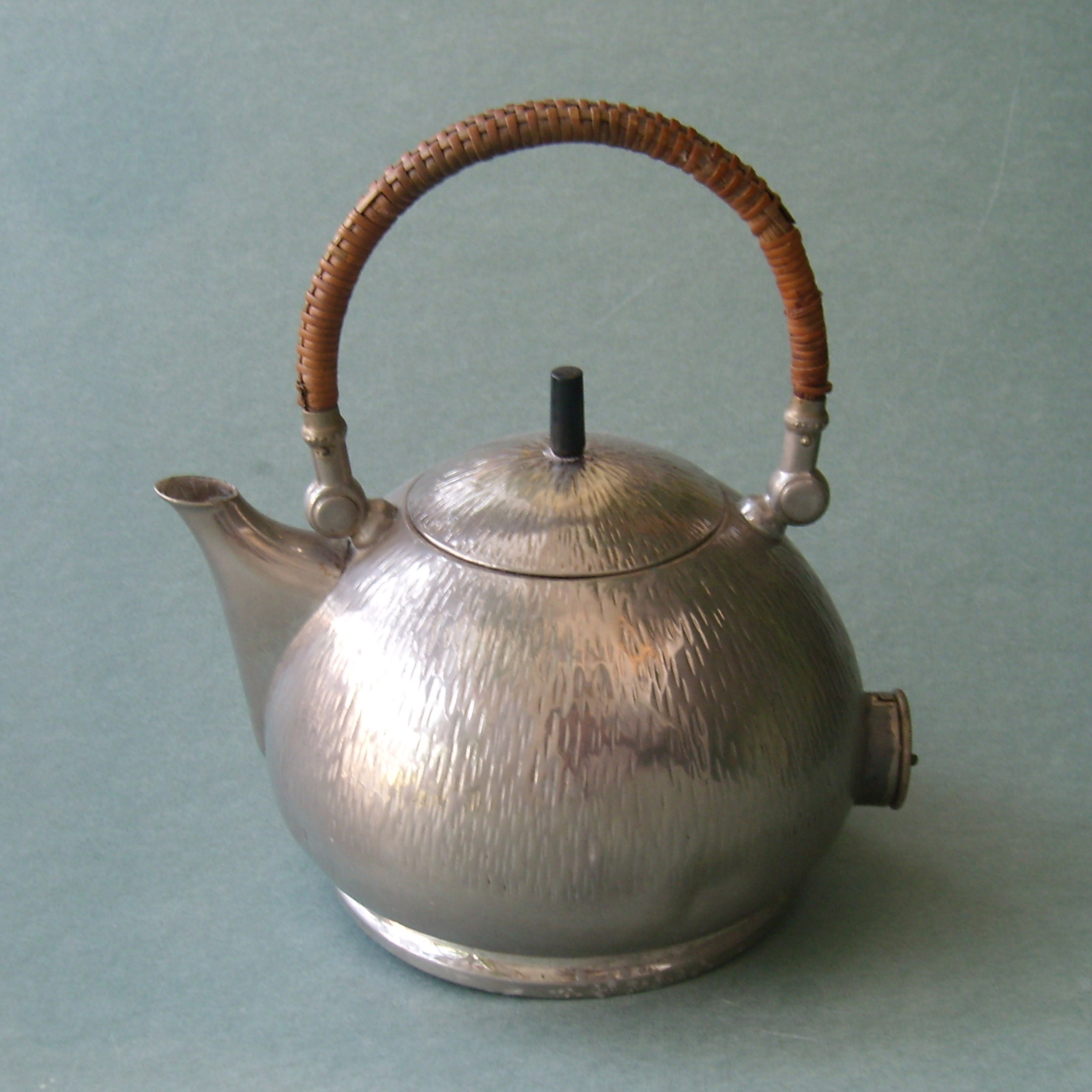
Peter Behrens elektriska vattenkokare för AEG 1909.

I början av 1900-talet gjordes en rad viktiga tekniska framsteg som påverkade samhället och dess utveckling. Dessa tekniska framsteg gjorde det möjligt att sträva mot tidigare oanade nivåer, främst vad gäller effektivitet, där maskiner hade stor påverkan. Detta möjliggjordes av bland annat förbränningsmotorn, och den eldrivna motorn. Varor och produkter kunde med hjälp av maskiner och industrialisering framställas snabbare och billigare, detta undergrävde betydelsen av hantverkarskicklighet. Som en reaktion till dessa industriprodukter skapades rörelsen Arts and Crafts som en motpol där fokuset var att framhäva hantverkarskickligheten där varje produkt var unik. Trots att rörelsen framkom redan under den viktorianska tiden har konstinriktningen och dess grundinställning till produktion lämnat spår efter sig långt in på 1900-talet. Hos centralgestalterna inom maskinålderns producenter var inriktningen kvantitet snarare än kvalitet. Utmärkande drag för Arts and Crafts-rörelsen är att den präglades av medeltida och gotiska influenser. Det var viktigt att hantverket syntes i produkten och därigenom skilja den från maskintillverkade. För att hantverket skulle synas kunde fogar lämnas synliga på möbler och i metallsmidet lämnades märkena efter hammarslaget synliga. 
Historia
Kring år 1900 anlitade industriföretag gärna arkitekter att ge deras produkter en identitet. Tyska arkitekten Peter Behrens engagerades av AEG, han räknas till en av de första professionella formgivarna. Han skapade en lång rad produkter och AEG:s logo, som fortfarande gäller.
Ragnar Östberg skapade 1910 den välkända gula brevlådan i form av ett hus. I Österrike startas Wiener Werkstätte 1903 och i Tyskland Deutscher Werkbund 1907, alla har gemensamt att de kämpar för förädlade, dvs. av konstnärer eller av konstnärlig skolade personer, formgivna industrivaror. Även om de flesta moderna designen-pionjärer runt sekelskiftet fanns i Europa, så spelade USA en viktig roll i övergången till den moderna tidens form. Liksom i Europa var det även i USA huvudsakligen arkitekter som stod för omdaningen. En av dessa var arkitekten Frank Lloyd Wright. Han skapade med sin arkitektur ett så kallat Gesamtkunstwerk (en term som kommer ursprungligen från scenkonsten), där byggnaden och helst den kompletta inredningen ända fram till porslin, kniv och gaffel var formgiven av honom själv i total harmoni med husets omgivning. I Sverige var Carl Larsson på samma linje, dock bara med sitt eget hem i Sundborn.
I Stockholm visade Konstindustriutställningen 1909 en uppföljning av Stockholmsutställningen 1897, i båda utställningar höll arkitekten Ferdinand Boberg i utformningen. Efteråt framstod utställningen i många avseenden som en pompös, osvensk uppvisning av den etablerade jugendstilen.

### 1910–1920
Formgivning

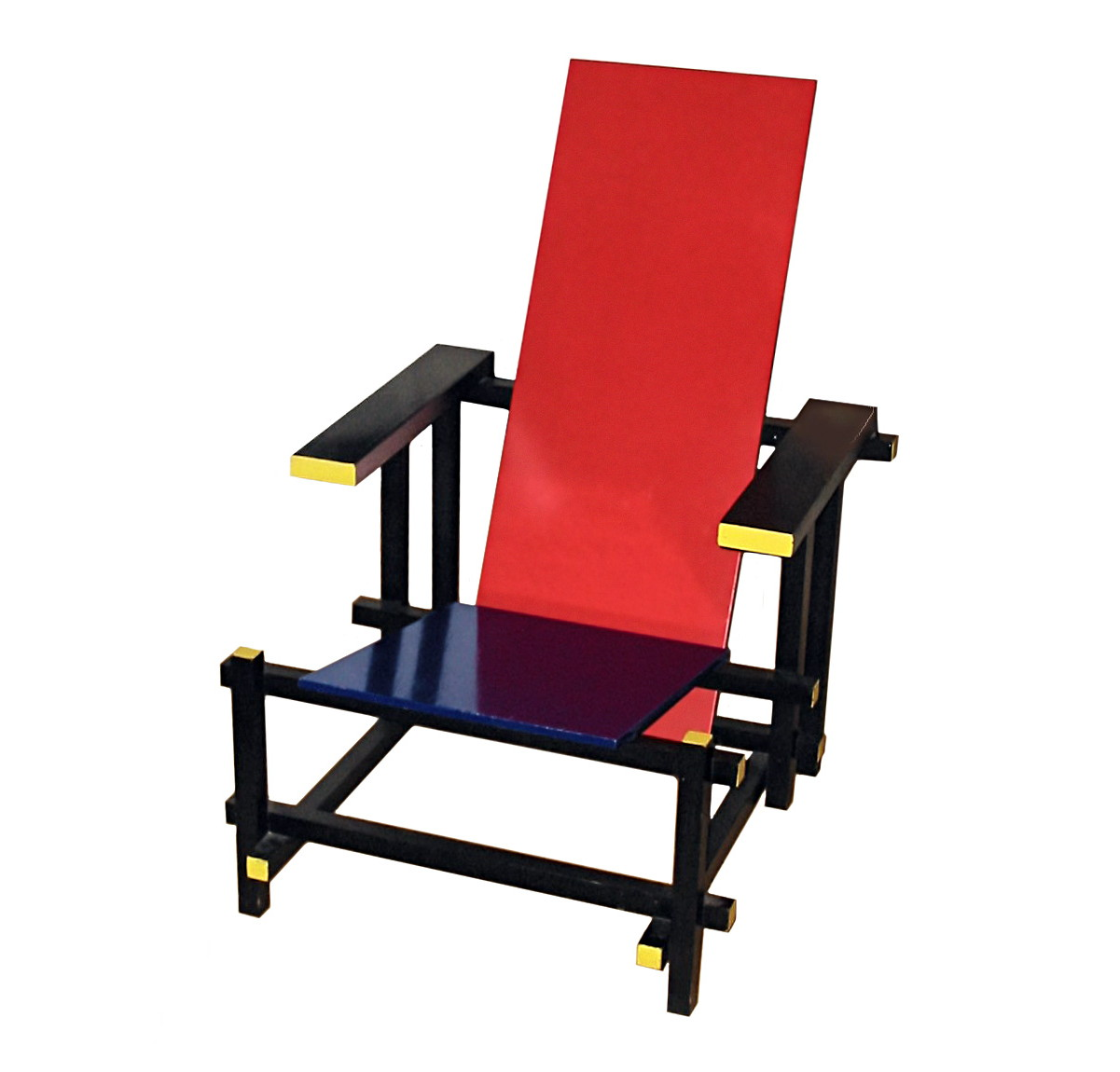
Röd och blå stol formgiven av Gerrit Rietveld år 1917, anses vara en av de första av De Stijls-rörelsens verk.

Allt fler blev intresserade av maskinell tillverkning och hantverksmässig produktion fick ge efter på många håll. En grupp holländska konstnärer bildade De Stijl, även känd som neoplasticism, vilket var en rörelse som avlägsnade sig från den naturliga formen inom arkitektur och formgivning för att finna formspråk baserade på estetik med geometriska former, linjer och grundfärger. Med hjälp av maskiner kunde produkter standardiseras vilket underlättade för montering i löpandebandprincipen. Detta var en stor faktor till biltillverkaren Fords framgång och att många fler hade råd att köpa bil. För privatpersoner dök även tidsbesparande produkter upp, så som tvättmaskiner, hårtorkar och strykjärn. Gemensamt för dessa var att de drevs av elektricitet vilket var en ny företeelse. År 1919 grundades Bauhaus med syftet att utbilda formgivare till industrin, där fokus var att använda nya industrimaterial fria från detaljer och pålagd dekor som skulle undvika att referera bakåt i tiden.
Historia
Först på Hemutställningen 1917 på Liljevalchs konsthall kom kravet på den "vackrare vardagsvaran", som formulerades 1919 av Gregor Paulsson. Paulsson hade i sina unga år tagit fasta på Deutscher Werkbunds evangelium. Hans insatser satte fart på den moderna svenska designen och på formgivningen av just industriprodukter. Wilhelm Kåge skapade både katalog och porslin till utställningen. Han var även en tidig förkämpe för den stilen som skulle kallas Swedish modern. Första världskriget var en sorts vattendelare för Europas konst och design. Den lekfulla jugendstilen var inte längre en designrörelse utan mera en modestil, dessutom föråldrad. I Tyskland grundades 1919 Bauhausskolan av Walter Gropius i Weimar, en experimentskola för arkitekter, formgivare och hantverkare, som skulle inspirera hela Europa med sina idéer om form och funktion. En viktig del i den formgivningsideologin som Bauhaus förmedlade var "trohet mot materialet" och att föremålets utseende skulle bestämmas av dess konstruktion.

### 1920–1930
Formgivning

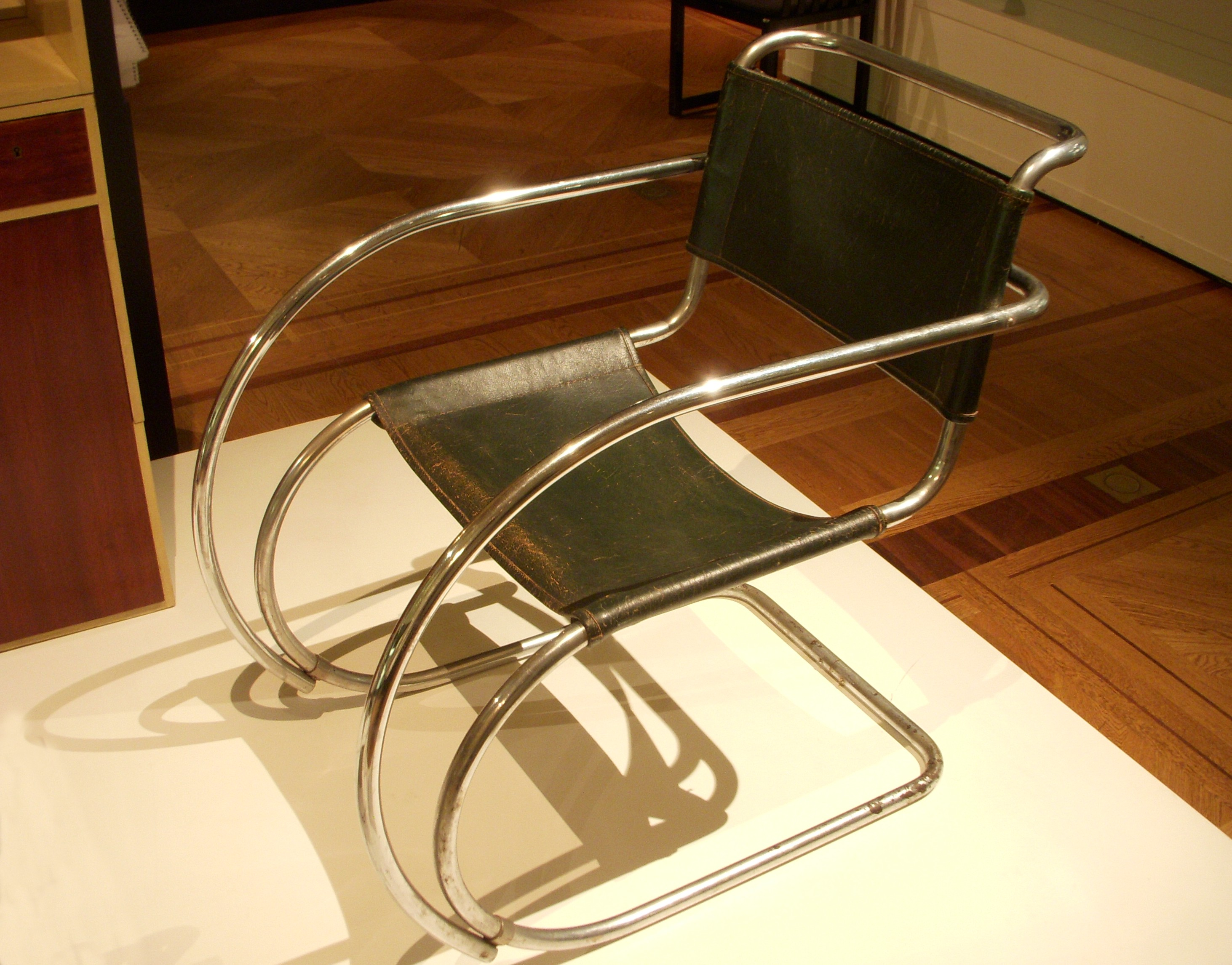
Exempel för funktionalistisk formgivning:
Mies van der Rohes MR10, 1927.

Under 1920-talet började modernismen växa fram och i Europa tog den ordentlig fart under 1920-talet. Modernismen var till skillnad från tidigare tankesätt mer experimentell och testade samhällets normer. Från denna kultur uppstod ett flertal olika stilar bland annat funktionalismen. Denna spred sig från arkitekturen till gestaltningen av bruksföremål som möbler, glas, keramik, metall, textil och slutligen till industridesignen. Funktionalismen utmärks genom att föremål ska utformas utifrån dess funktion, släta ytor, geometriska former utan utsmyckning och dekoration. Föremålets funktion sattes i större fokus än att den skulle vara estetisk vacker, detta innebar att onödiga attribut och utsmycknader som inte fyllde någon funktion valdes bort. Ofta formgavs produkter utifrån vanliga enkla geometriska figurer, så som rätblock, kuber och cylindrar. Några kända exempel inom möbelbranschen för årtiondet är Grand Confort, Barcelona och MR10. Som en reaktion mot funktionalismen strama och avskalade formspråk skapades art deco där man istället ville framhäva det individuella, dekorativa och exklusiva. Konststilen hade sin höjdpunkt 1925 men var populär i USA till början av 1950-talet.
Historia
Inom funktionalismen har många föremål blivit klassiker, exempelvis Wilhelm Wagenfelds bordslampa WG 24 eller Ludwig Mies van der Rohes och Marcel Breuers berömda stålrörsmöbler. Innan dess följde svenska formgivare den franska trenden med Art Decoratif (art deco), den "dekorativa konsten" som hade lanserats på Parisutställningen 1925. I Sverige fick art deco sin alldeles egen stil; Swedish grace även kallad "Swedish modern" eller "20-tals klassicismen", manifesterad i inredningen av kryssningsfartyget M/S Kungsholm (1928), där Carl Bergsten stod för inredningen. Somliga svenska formgivare lämnade aldrig Swedish grace. Josef Frank, österrikaren som var formgivare på Svenskt Tenn, är ett exempel, Carl Malmsten är ett annat. Malmsten fördömde funktionalismen i hårda ordalag. Stockholmsutställningen 1930 tyckte han var ett "fattigt program". I Sveriges grannländer Danmark och Finland var arkitekter som Hans J. Wegner och Alvar Aalto föregångarna för funktionalismens idéer. Bland danska formgivare märks Poul Henningsen, som redan 1924 började utvecklade en serie bords- och taklampor med skärmar som reducerade det bländade skenet. Han förenade formgivning med djupgående ljusstudier. Målsättningen var att genom vetenskapligt arbete åstadkomma en renare, mer ekonomisk och vackrare belysning. Till hans arbeten hör bland annat den berömda PH-lampan som säljs fortfarande. I den nybildade Sovjetunionen var unga ryska formgivare som Aleksandr Rodtjenko och Vladimir Tatlin drivande krafter för en mera radikal, politiskt tolkning av funktionalismen. Tatlins mest kända verk var Tatlins torn. Förslaget till "monument över Tredje internationalen" kom till 1919 och föreställer en lutande järnspiral, högre än Eiffeltornet. Under 1920-talet började Rodtjenko att arbeta som typograf, scenograf, fotograf och möbelformgivare och använde samma principer som för sina abstrakta kompositioner till att skapa ett modernt formgivningssystem, kallad konstruktivism.

### 1930–1940
Formgivning

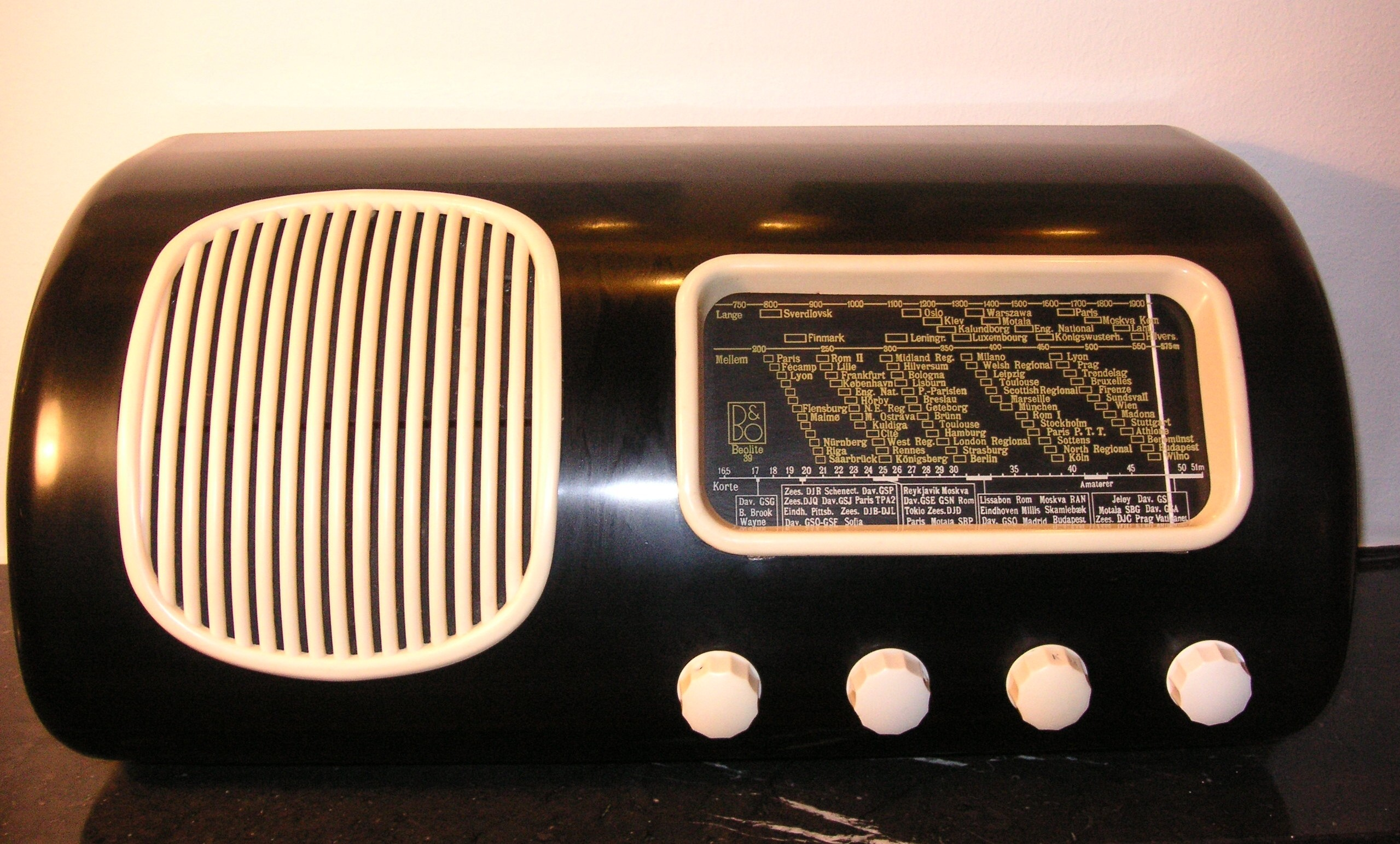
Bang & Olufsens Beolit 39.

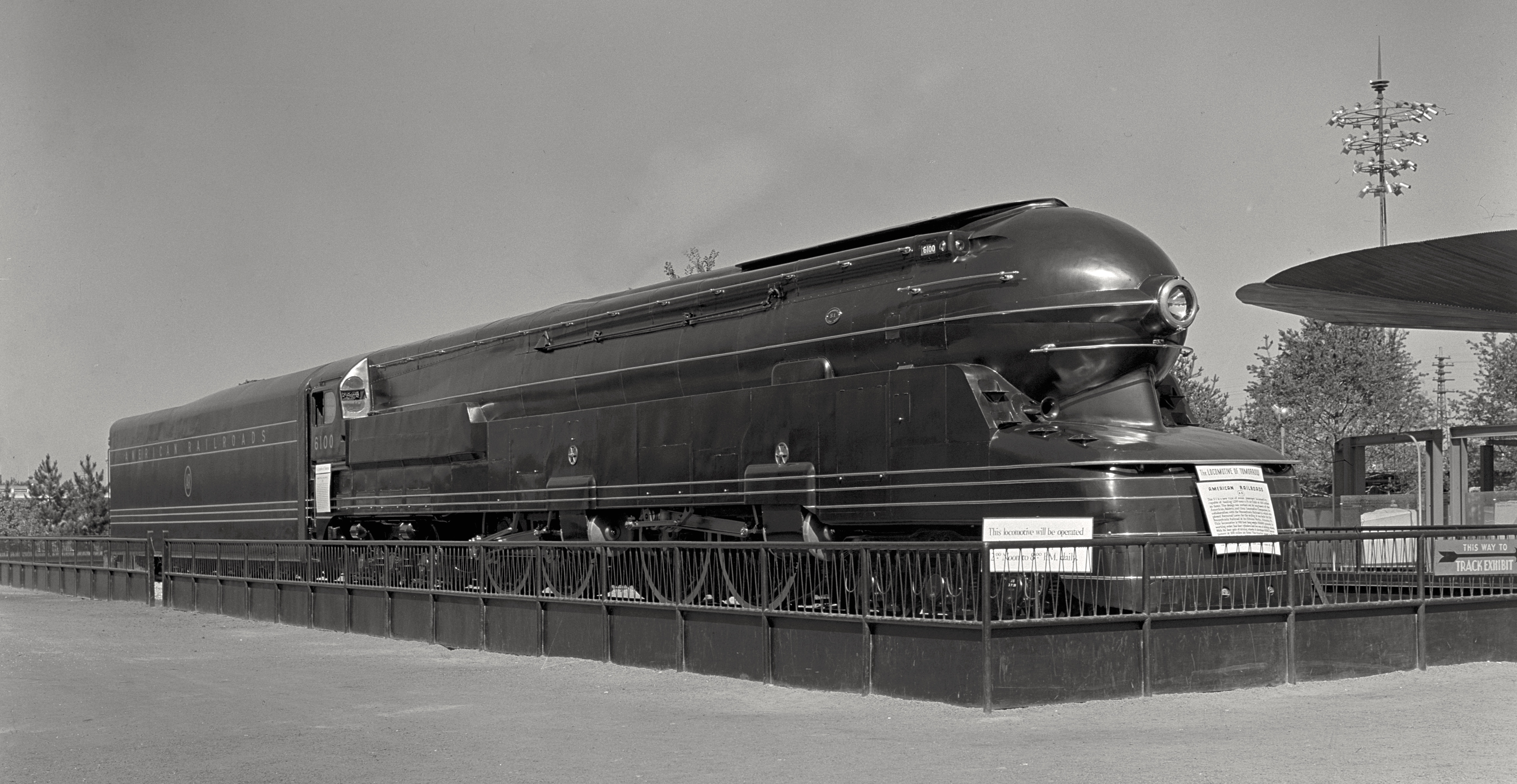
Loewys ånglokomotiv PRR S1 från 1934.

På 1930-talet började ett nytt material revolutionera formgivarens möjligheter att gestalta industriprodukter, nämligen bakelit, en osmältbar härdplast som hade uppfunnits 1907 av Leo Baekeland. Tidigare stansades apparatkåpor i plåt eller tillverkades av olika träslag, vilket tog lång tid och begränsade formgivarens svängrum. Nu blev det möjlig att skapa nya former på ett enkelt sätt och i långa serier till låga kostnader. Eftersom bakelit varken brinner eller leder elektrisk ström lämpade det sig särskilt bra för radioapparaternas höljen och introducerades främst i England och USA. I Danmark lanserade Bang & Olufsen 1938 sin bakelitradio Beolit 39, formgiven av delägaren i företaget Peter Bang och som tillverkades fram till 1940. I Sverige var Ericssons bakelittelefon från 1931 världens första telefon med klyka och fingerskiva helt integrerade med apparatkåpan.
Under årtiondet föddes även ett nytt begrepp; industridesign. Den amerikanska varianten av funktionalismen var "strömlinjeform". Nästan allt skulle vara strömlinjeformat; från ånglokomotivet över bilen till pennvässaren.
Historia
"Form follows function" (formen följer funktionen) myntades redan kring sekelskiftet 1900 av den amerikanske arkitekten Louis Sullivan och fick genomslagskraft inom arkitektur och design under 1930-talet. I Sverige dröjde det ända till 1930-talet innan funktionalismen fick sitt genombrott i och med Stockholmsutställningen 1930 med Gunnar Asplund som utställningsarkitekt. I april 1939, kort innan utbrottet av andra världskriget, visade USA upp sin egen designmedvetenhet i 1939 New York World’s Fair. Utställningen var uppdelat i sju zoner; transport, kommunikation, livsmedel, samhällsstyre, produktion, hälsa och vetenskap. Utställningens tema var "Att bygga morgondagens värld".. Den fransktfödde designern Raymond Loewy blev en nästan mytisk gestalt inom USA:s designvärld och känd för att kunna sälja sina produkter trots depressionsåren under 1930-talet. Hans mest kända designarbete blev cigarettlogon Lucky Strike. Vid sidan om utställningsbyggnader för de stora amerikanska företagen fanns även en svensk paviljong med uppmärksammad heminredning. Den visade ett sportstugerum formgivet och inrett av Elias Svedberg och Astrid Sampe. Inredningens mjuka former skilde sig markant från USA:s utopiska estetik. Det var här begreppet Swedish modern (tjugotalsklassicism) präglades.

### 1940–1950
Formgivning

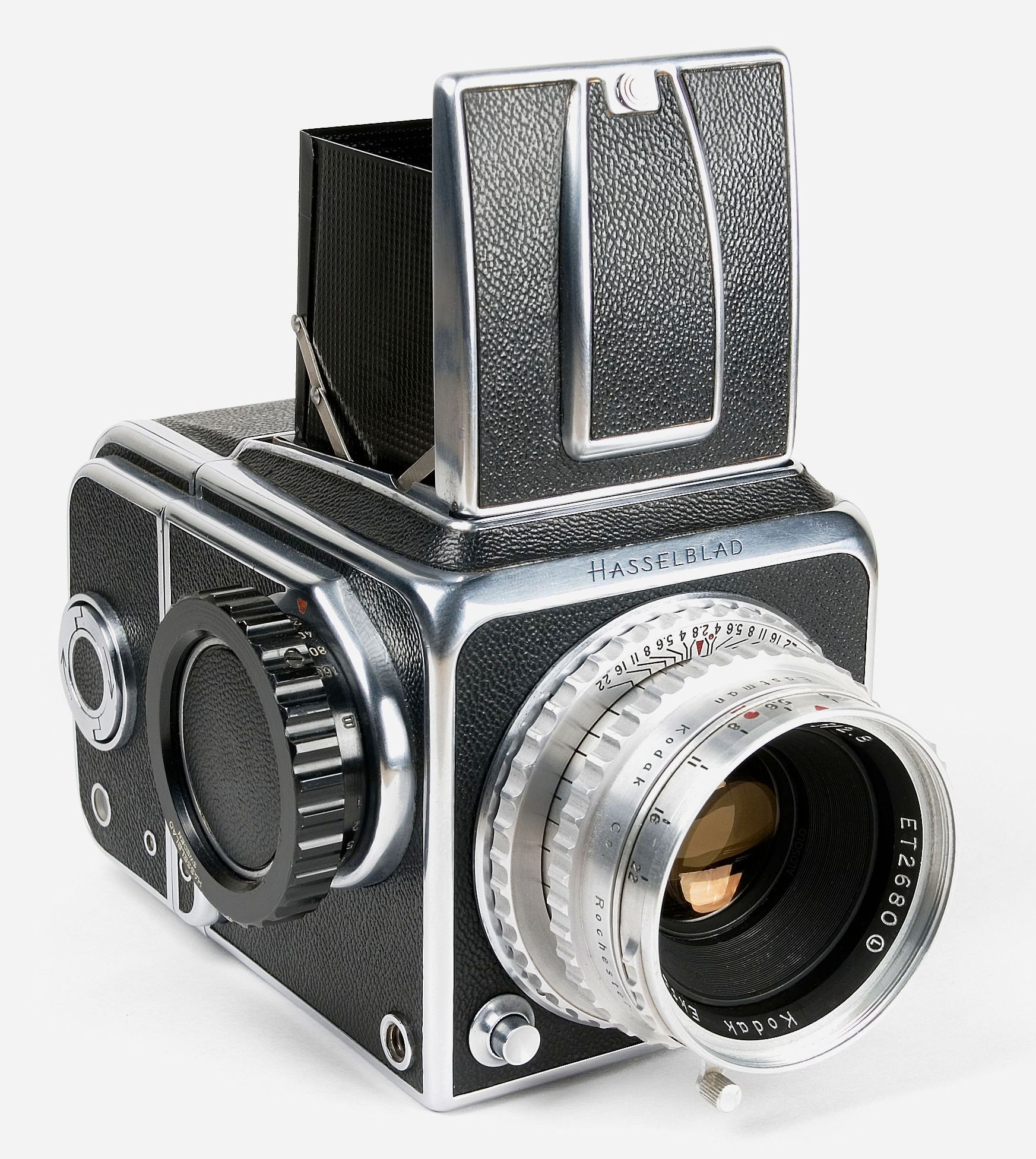
Sixten Sasons Hasselblad 1600F.

Andra världskriget påverkade industridesign och produktion genom att förbrukning av råmaterial begränsades. En del material som silver och aluminium gick inte att få tag på och många fabriker ställde om till militär produktion. Möbler som tillverkades skulle vara hållbara utan att slösa på material, detta gjorde att produkter kunde vara både billiga och välgjorda men kunde sakna känslan av lyx. Bristen på råmaterial drev statliga kommissioner att experimentera med nya material, såsom plaster. Detta material hade tidigare inte använts i stor utsträckning och när den började ersätta tidigare material kunde tekniska förändringar göra som påverkade varornas utseende markant. 
Plaster i olika slag började bland annat användas som material till stolar, Eero Saarinens Womb och Charles Eames DAR-stol i glasfiber är två exempel. År 1942 introducerade Earl Tupper polyetenkärl med lufttäta lock i pastellfärger som även kallas Tupperware. Plexiglas användes som substitut till glas, nylon användes i fallskärmar och PVC användes till regnkläder och paraplyer. Televisionen introducerades till hemmet och tillsammans med radion och grammofonen byggdes de ofta in i traditionella möbler.
I Sverige tog Sixten Sason fram Hasselbladkameror för 6x6 cm mellanformat. Den första hette "1600 F" och lanserades den 6 oktober 1948 av Victor Hasselblad på New York Athletic Club i New York, inför ett tjugotal av USA:s ledande fotoskribenter.

### 1950–1960
Formgivning

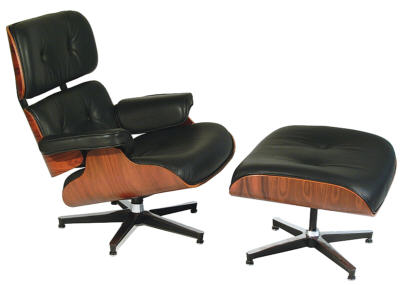
Eames "Lounge chair 670", 1956.

På 1950-talet var det åter plast som gav designerna nya gestaltningsmöjligheter. I motsats till bakelit som måste formas under högt tryck i stora pressverktyg kunde nu en ny plastsort, termoplast, sprutas i en form eller genom värme och tryck ges det önskade utseendet.
Den amerikanska arkitekten Charles Eames var en av de mest inflytelserika möbeldesignerna under årtiondet. Eames använde sig av ett formspråk som utnyttjade nya teknologiska uppfinningar inom behandling och bearbetning av plast, trä och metall. Hans experiment med formpressad plywood ledde så småningom till den berömda fåtöljen med fotpall “Eames Lounge chair 670” från 1956. Den var tillverkad av tre formpressade rosenträskålar med stoppad skinnklädsel och en gjuten aluminiumfot.
Historia
År 1955 organiserade Svenska Slöjdföreningen H55, en världsutställning i Helsingborg för arkitektur, bostad och formgivning. H55 visade hur Slöjdföreningens gamla krav på den "vackrare vardagsvaran" uppfyllts i en allmän välfärd och demokratisk livsform. Annars spelade Danmark en viktig roll i den internationella utvecklingen av modern formgivning. Danmarks möbeldesign under 1950- och 1960-talen stod för den "nordiska stilen", träslagen i dessa möblar var dock inte alls nordiska. Det var exotiskt teak med mjuka, rundade former som gällde. Bredvid enskilda formgivare som Arne Jacobsen, Finn Juhl, Hans J. Wegner och Herbert Krenchel, uppträdde nu även hela företag med ”designmedvetenhet” som policy, till exempel Georg Jensen och Bang & Olufsen. Även i andra länder fanns denna trend. Många företag anställde egna formgivare eller anlitade utomstående designers som Alessi i Italien med Philippe Starck, Michael Graves och Richard Sapper, elektronikfirman Braun i Tyskland med Hans Gugelot och Dieter Rams, de skapade designikoner som rakapparaten Sixtant och radiogrammofonen SK 4.
Den dansk-svenska designfirman Bernadotte & Bjørn Industridesign A/S (Sigvard Bernadotte och Acton Bjørn) använde sig av termoplast för bland annat köksredskap som konservöppnaren Röda Klara och skålserien Margrethe.

### 1960–1970
Formgivning

Verner Pantons Pantonstolen från 1965

Efter andra världskriget uppstod en kraftig ökning av födelsetal, dessa barn har under 60-talet vuxit upp och blivit en viktig ung målgrupp för företag. Dessa unga människor såg modernismen och funktionalismen, som deras föräldrar följt, som omodern. Istället för beständighet och enhetlighet ville de unga ha förändring och mångfald. Teknikens snabba utveckling gjorde det möjligt för en slit och släng-kultur och detta blev uppkomsten till masskonsumtion. En kombination av nya former, ny teknik, nya material och nya färger förändrade formgivningen inom alla områden. 
Slit och släng-tanken slog igenom på många fronter och engångsbestick, engångsblöjor och engångständare blev allt vanligare. Papperskläder och möbler skapades, mer som en gimmick men visar på genomslaget av den kulturen.
USA och Ryssland tävlade om vilket land som kunde ta sig ut i rymden och bestiga månen. Denna rymdålder påverkade formgivningen och produkter tillverkades ofta i plast med ett futuristisk utseende. 
Några inflytelserika formgivare under denna period var Verner Panton mest känd för sin plaststol gjutet i ett stycke, Gunnar Aagaard Andersen som bland annat formgav en fåtölj i materialet polyuretan. Eero Aarnio skapade Ball chair 1963 i materialet akryl och glasfiber med en aluminiumfot och klädsel, formad som en kapsel. Eero Aarnio skapade även Bubble chair 1968 som en vidareutveckling där kapseln tillverkades i transparent plast och hängdes ovanifrån istället för att stå på en fot.

### 1970–1980
Formgivning

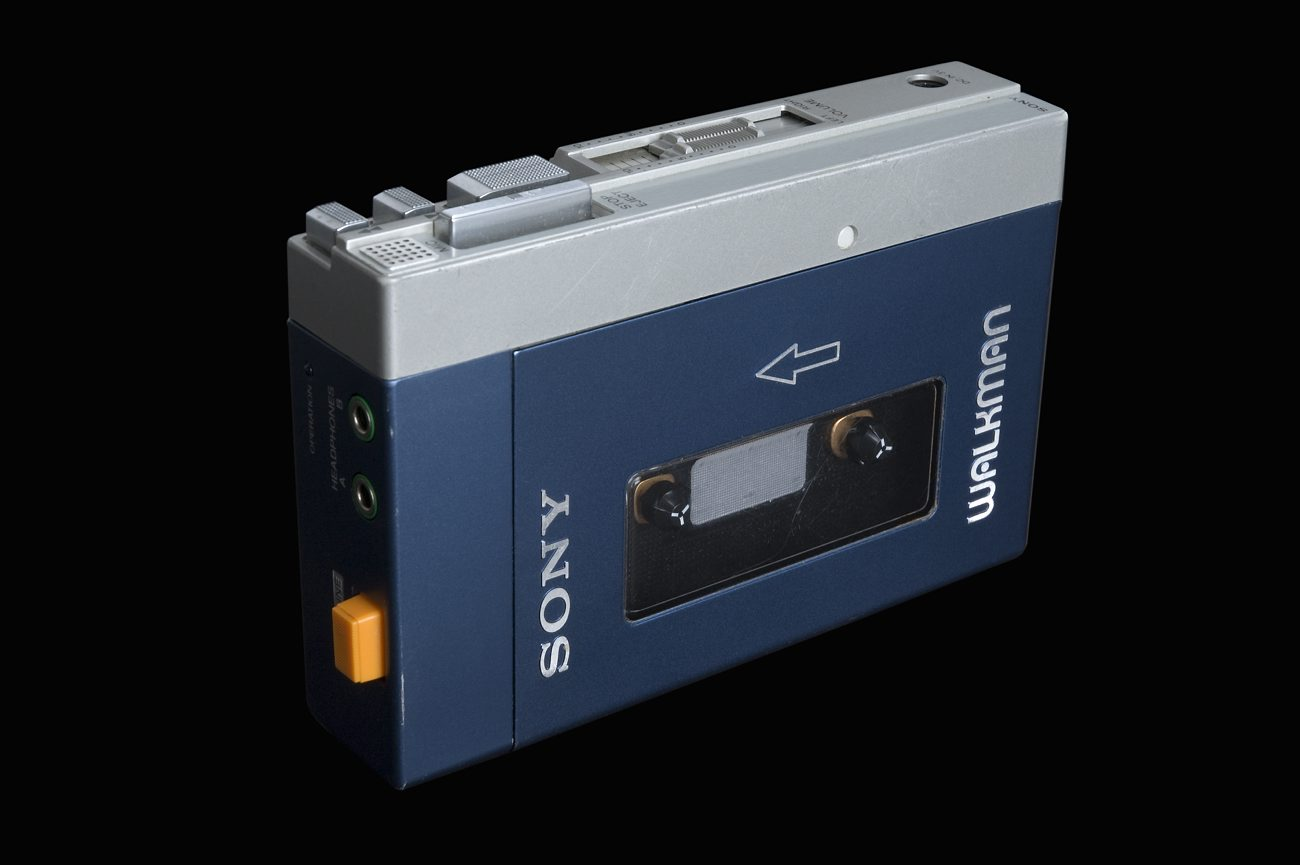
Sonys första Walkman, modell TPS-L2.

Årtiondets viktigaste rörelse var postmodernismen som huvudsakligen var motståndare till modernismen som ansågs vara elitisk. Istället för att söka en universell estetik lånade formgivare verk från tidigare epoker och omarbetade dem med färg, material och struktur. Under årtiondet blev det även lättare att flytta tonvikten från massproduktion till att skräddarsy produkter för färre individer, vilket gjorde att man kunde nå ut till en begränsad marknad. Mikrochipsen som kan anses som en av århundradets viktigaste uppfinningar gjorde att elektroniska komponenter kunde reduceras i storlek, ett exempel är den bärbara stereon Sony Walkman som introducerades 1979.
Historia
Den svenske industridesignern Carl-Arne Breger utgick, till skillnad från tidigare formgivare som försökt efterlikna porslin, från plastens egna egenskaper och kom fram till ett formspråk som både var smidigt, hållbart och perfekt anpassat för massproduktion. Han fick så småningom smeknamnet “Mister Plast”. Till hans produkter räknas bland annat TV-kannan Signatur och telefonen Diavox.
I takt med en allt mer komplexare sammansättning och produktion av artefakter, började även en specialisering inom formgivningen. Bredvid industridesign eller produktdesign som föddes på 1940-talet i USA, uppstod nu bland annat grafisk design, kläddesign, textildesign, möbeldesign, fordonsdesign som helt egna designgrenar. Dessa discipliner har visserligen funnits före 1945 dock då arbetade formgivare inom flera av dessa specialområden samtidigt.

### 1980–1990

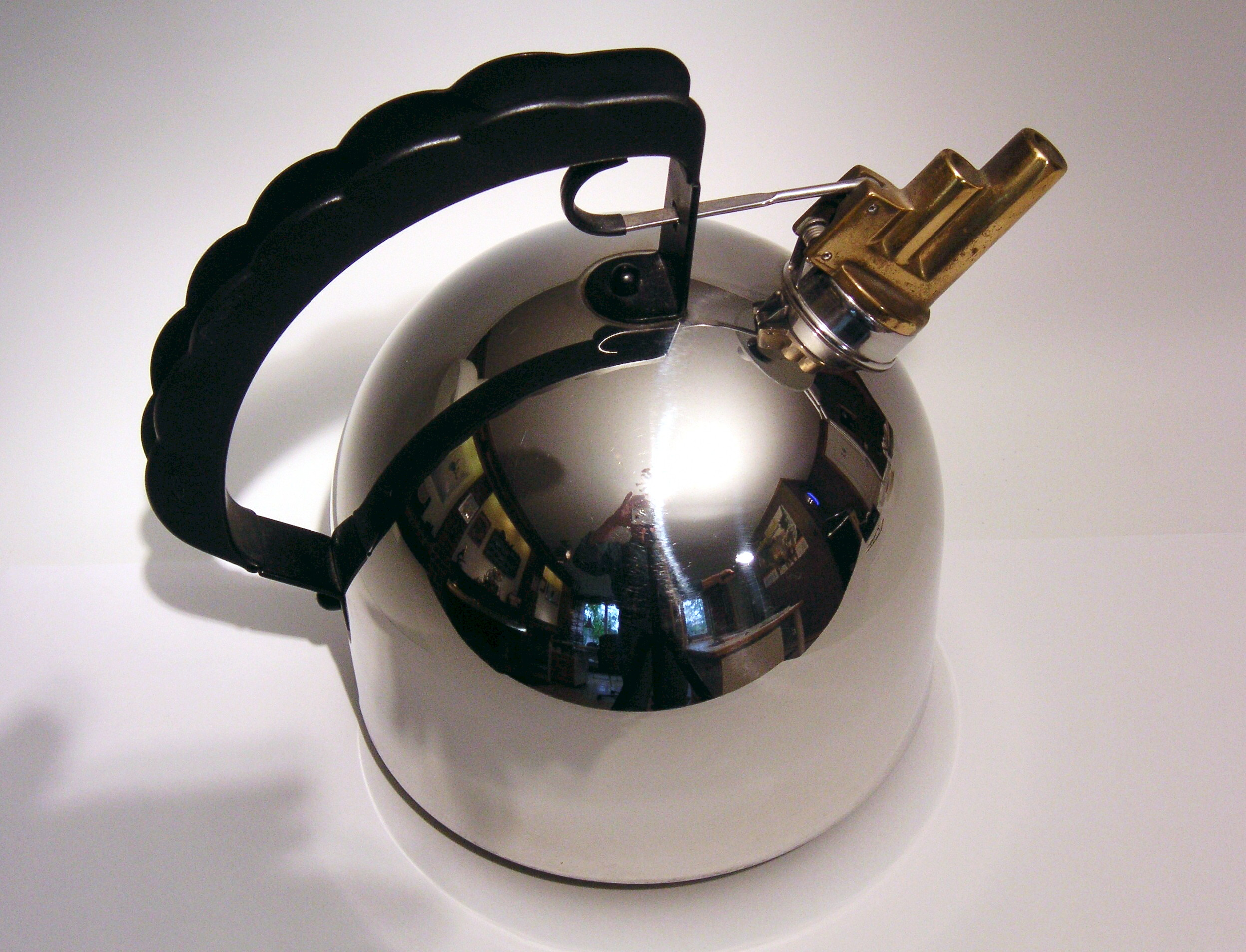
Flöjtkittel "9091 (Bollitore)" av Richard Sapper för Alessi, 1983.

Utvecklingen inom elektronik gjorde att en rad banbrytande produkter kunde släppas på marknaden för privatpersoner. Bland annat lanserade IBM den första persondatorn under namnet IBM PC 1981 och tre år senare, 1984, lanserades Apples Macintosh 128k som använde sig av en datormus. Produkter som behandlade information och data var i fokus, CD-skivan introducerades och faxen var vanlig att se på kontoren. Ericsson utvecklade den första mobiltelefonen 1979 och blev en vardagsvara under 1980-talet. 
Punken kom från Storbritannien och var inflytelserik inom mode, grafik och kultur. En av årtiondets viktigaste grupper var Memphis som bestod av en rad internationella arkitekter, möbel-, textil- och keramikformgivare. De utgick från postmodernismen och gjorde vid framtagning av sina produkter ett urval från klassisk arkitektur till 1950-talets kitsch. De använde sig av djärv och chockerande färgsättning och lade större vikt på föremålets utseende än funktion och praktiska användning. 
Under årtiondet riktades större fokus mot frågor relaterade till miljö och ekologisk omsorg till skillnad från tidigare då produktion och konsumtion varit de viktigaste områdena. Detta ledde till att formgivare och konstruktörer skapade produkter som kunde återvinnas. Philippe Starck skapade exempelvis stolen Louis 20 där benen skruvades fast istället för att limmas så att delarna kunde tas isär och återvinnas var för sig.

### 1990–2000
Formgivning

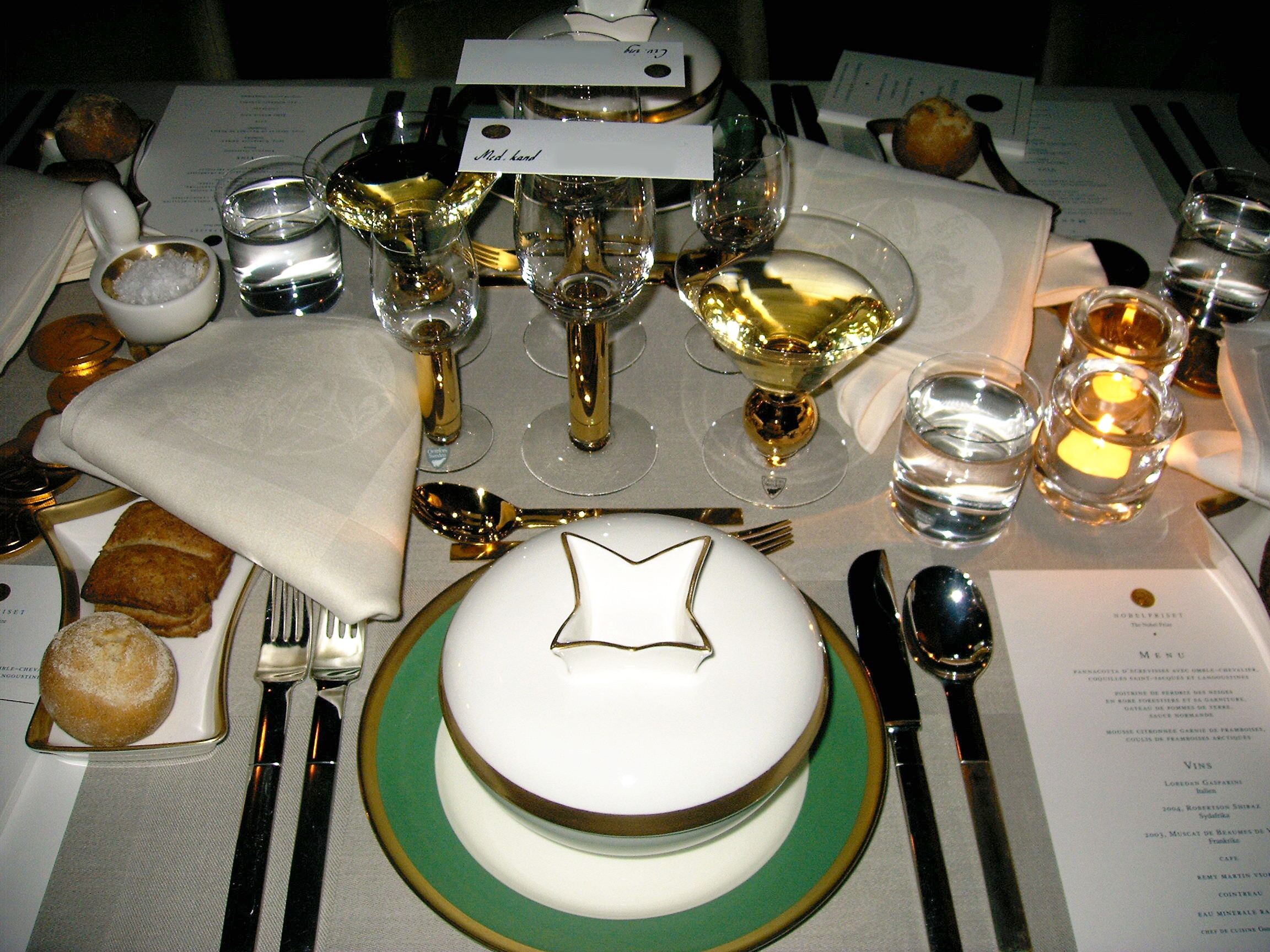
Nobelservisen av Karin Björquist, 1991.

1990-talet blev till en stor förnyelse av designen och i spåren av en lågkonjunktur i stora delar av världen ersätter nu minimalism den tidigare uppblåsta stilen. Internationellt upplevde shakerstilen en renässans med möbler från Italien. Christopher Dressers sockerskål i silver med tre ben från 1885 nytillverkades av Alessi, nu av plast och i klara färger. Ikea började kopiera möbler i den Gustavianska stilen. Ny datastödd designarbete underlättar skapelseprocessen speciellt inom industridesign.
För svensk del inleds decenniet med en stor skandinavisk idéutställning i Malmö som kallades Nordform 90. Bland svenska formgivare märks Thomas Sandell som skapade bland annat Bröllopspallen för Ikea. Företaget började nu satsa på unga formgivare för att skapa en specialkollektion vid sidan av den ordinarie. Bland kvinnliga designers bör nämnas Karin Björquist som fick uppdraget att formge en ny Nobelservis som framdukades första gången på Nobelbanketten den 10 december 1991.
Mats Theselius’ cylinderformade Älgskinnsfåtöljen kom 1991 och blev snart en klassiker och tillverkas fortfarande av Källemo. Likaså bokhyllan Pilaster av John Kandell som tillverkas av samma företag. Pilaster blev till och med avbildad på postens frimärke under Designåret 2005. A&E Design specialiserade sig på bland annat hjälpmedel för sjukhus och vårdinrättningar och lanserade 1998 sin dusch- och toalettstol clean. Barnstolen Robust ritades 1962 av Stephan Gip och blev en klassiker bland barnstolar. Den har sålts i över 200 000 exemplar och produceras fortfarande (2018).

## Formgivning och design i Sverige under 2000-talet
Ofta slår sig flera designer ihop i ett designkontor. A&E Design, ett av Sveriges äldsta, fortfarande (2018) aktiva företag inom produktdesign, grundades 1968 av Tom Ahlström och Hans Ehrich och har blivit internationellt känt för sina handikappanpassade föremål. Ett annat är Ergonomidesign (numera Veryday) i Stockholm, grundat 1969, som arbetat med bland annat luftverktyg, kabin-kannor för flyget, babyföremål och många olika hjälpmedel för reumatiker.
Under de senaste åren[när?] har intresset för svensk design och formgivning ökat utomlands. Bidragande till de svenska framgångarna är bland annat Ikea, som sprider svensk design via sina varuhus världen över. Ellen Keys paroll "skönhet för alla" och Svenska slöjdföreningens slogan "vackrare vardagsvara" har blivit till ett vinnande koncept.
Utbildningen till designer sker på högskola och det finns flera olika inriktningar att välja. En formgivare kan erhålla skydd för sin design genom ansökan (registrering) hos Patent- och registreringsverket för Sverige eller hos Byrån för harmonisering inom den inre marknaden (varumärken och formgivning) för EU.

Svensk design (urval)
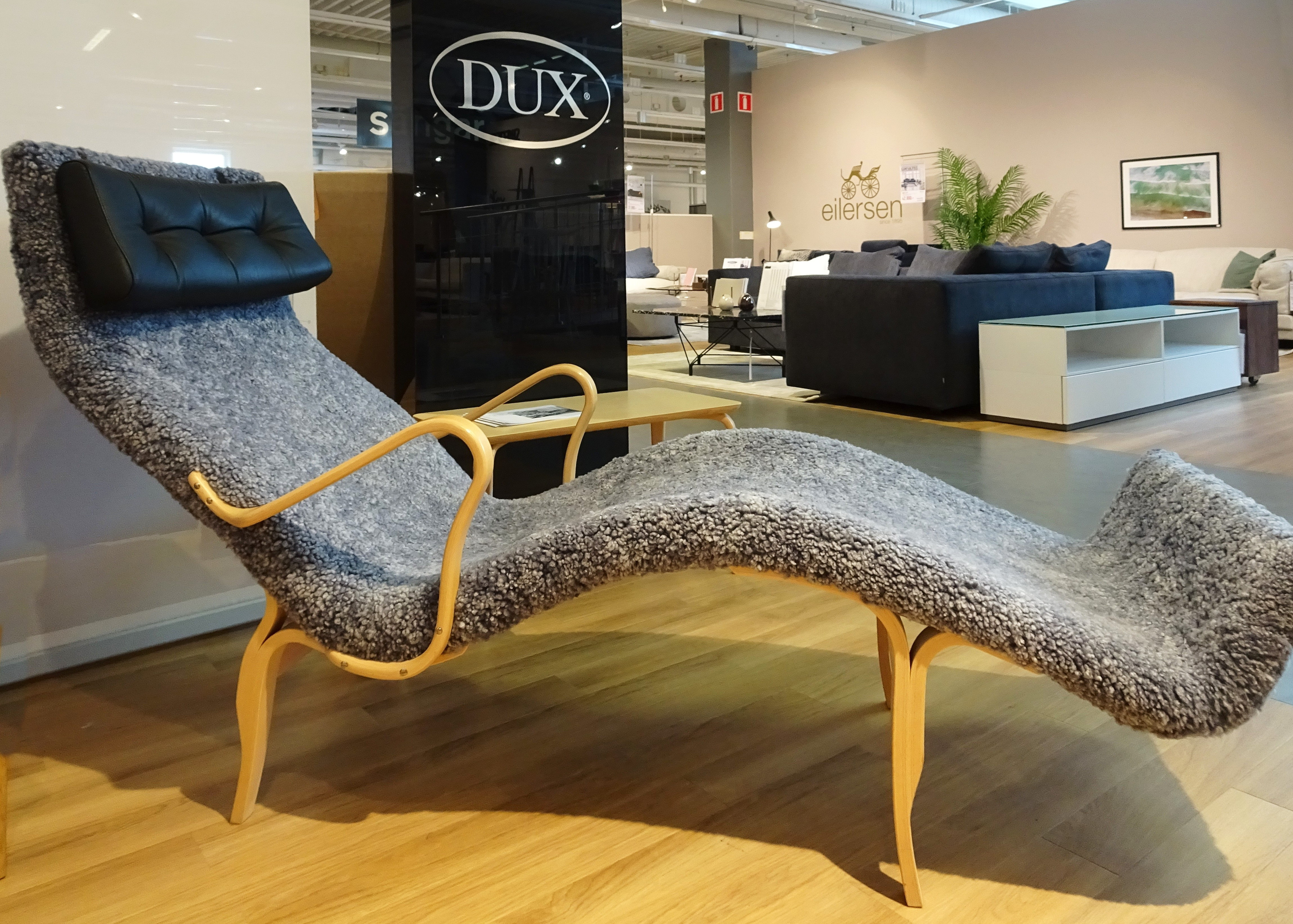
Bruno Mathssons "Pernilla 3" från 1944.
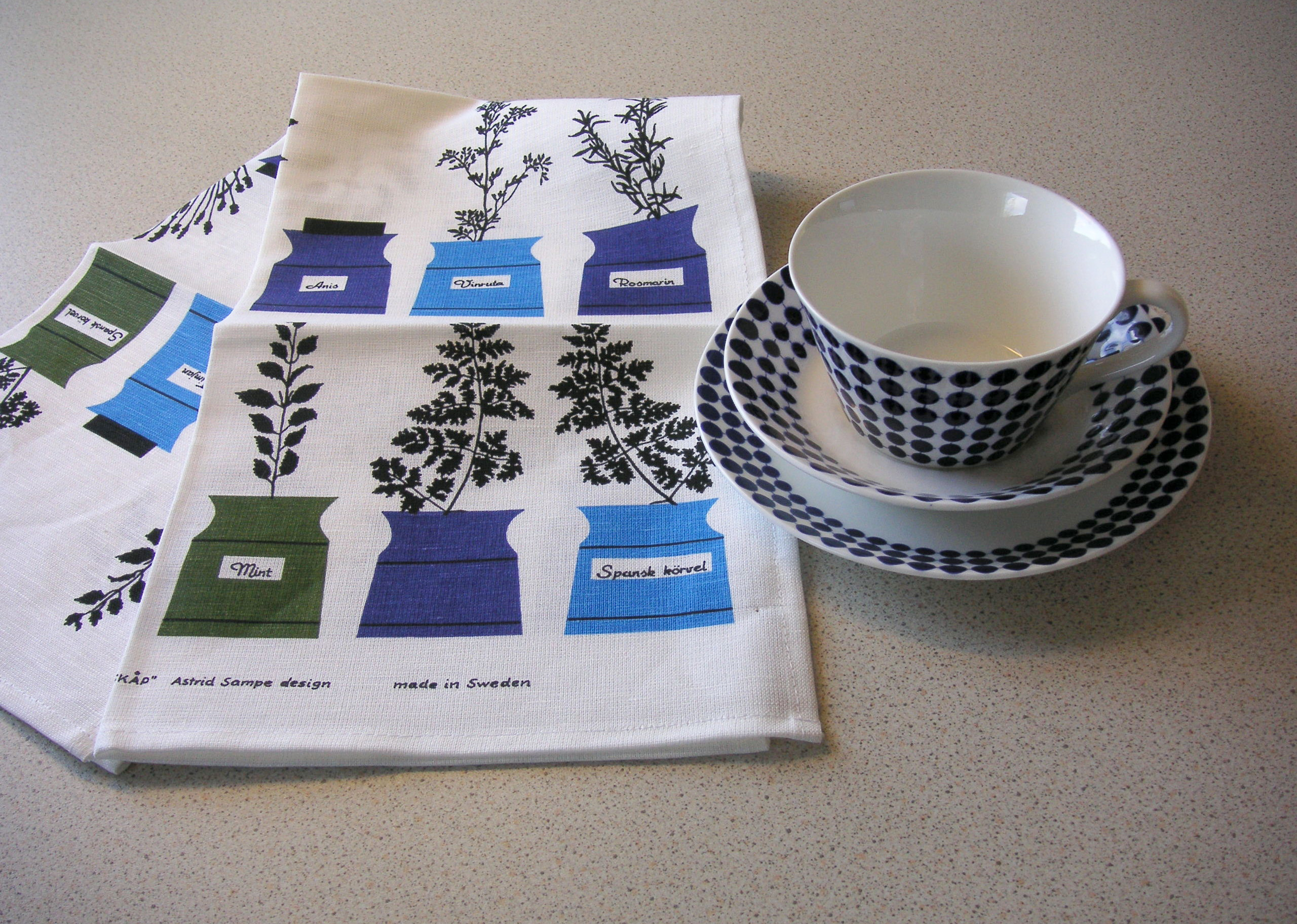
Astrid Sampes köksduk "Persons kryddskåp" och Stig Lindbergs "Adam".
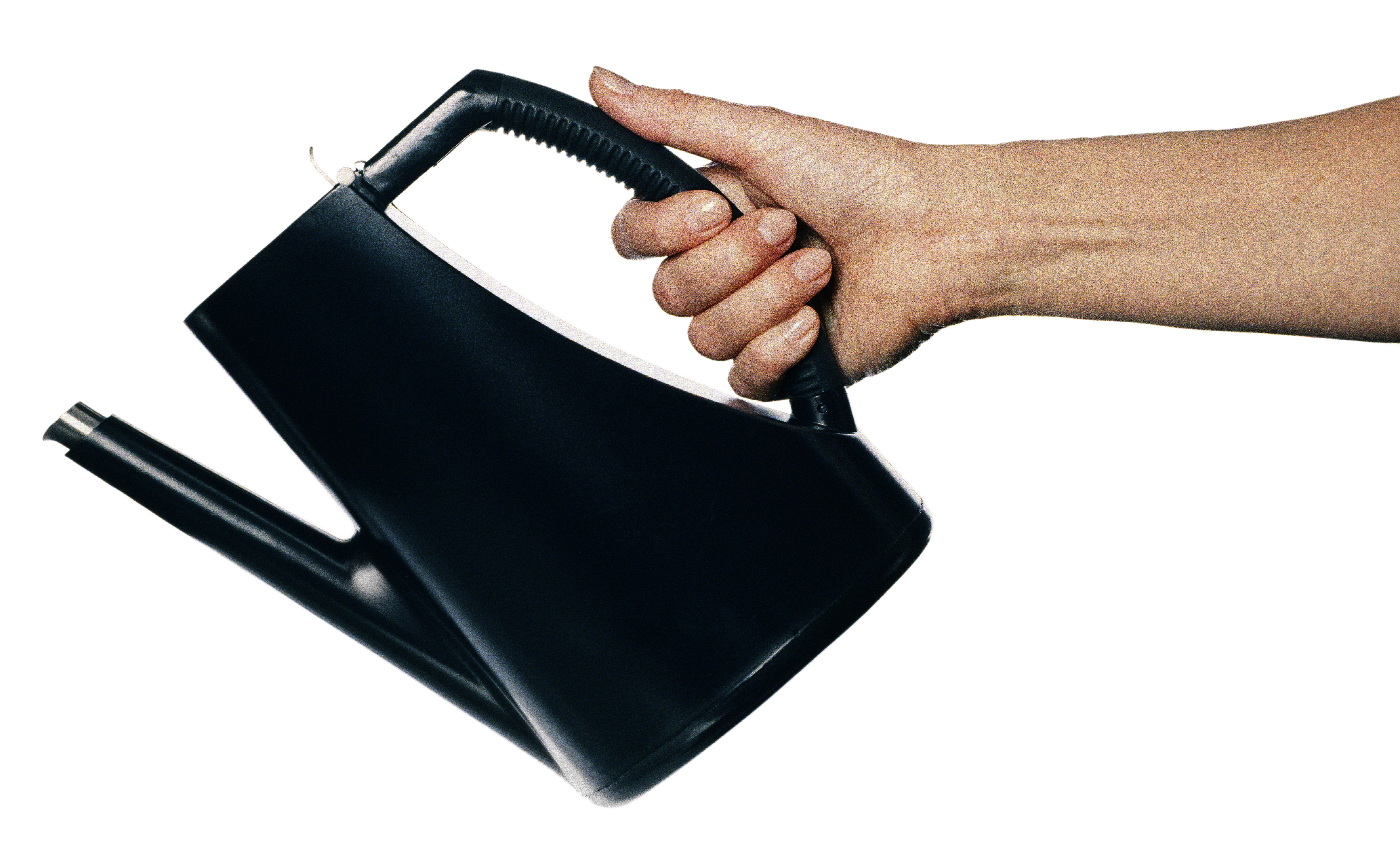
Verydays serveringskanna för SAS, 1988
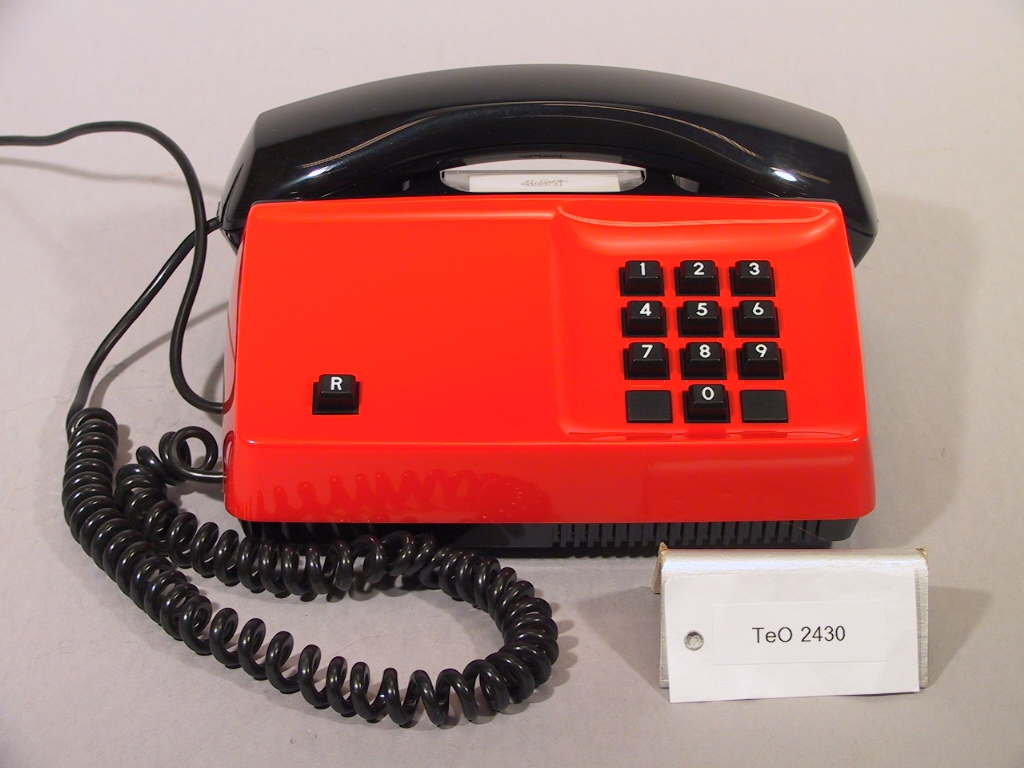
Carl-Arne Bregers "Diavox", 1984.
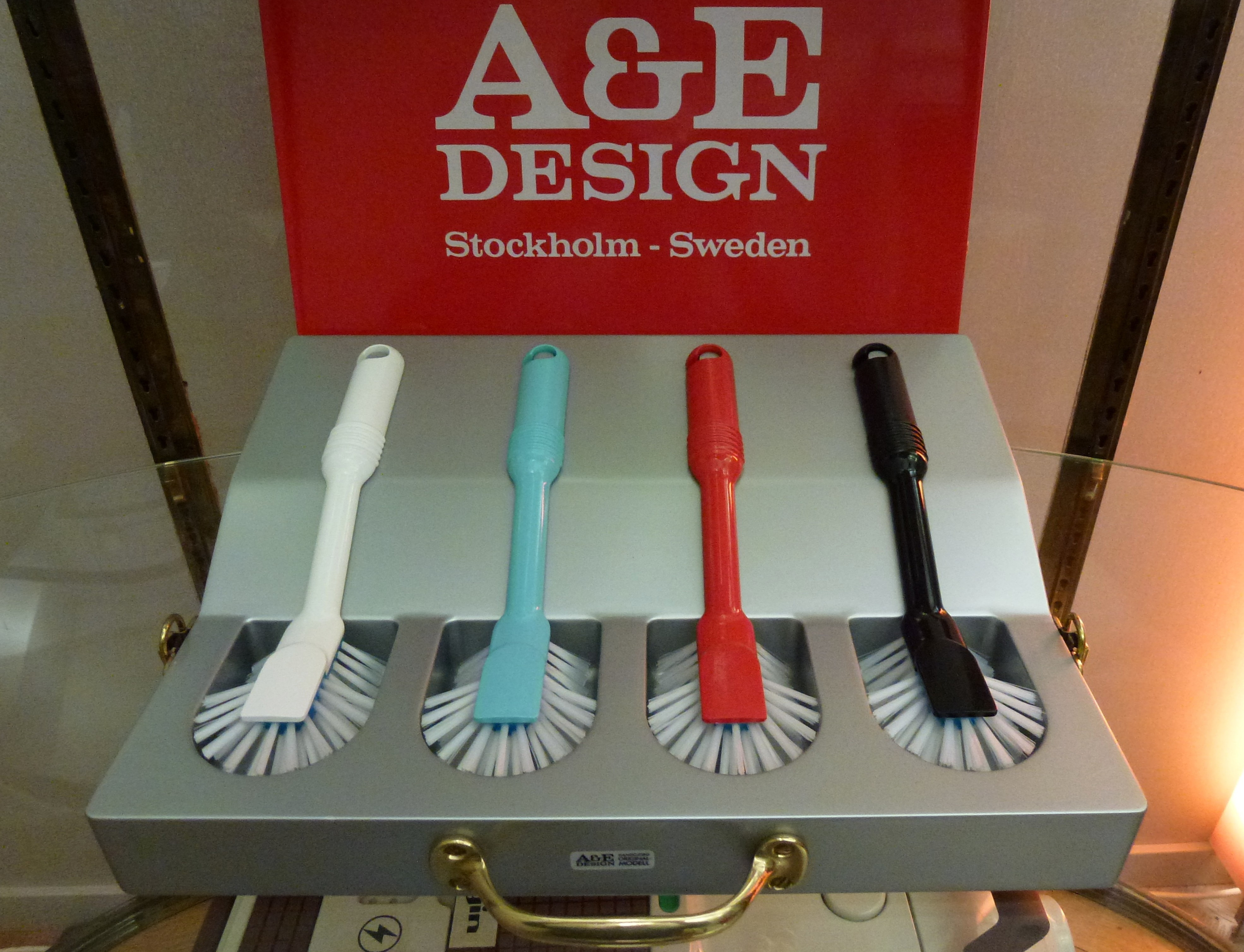
A&E Designs diskborste från 1974.
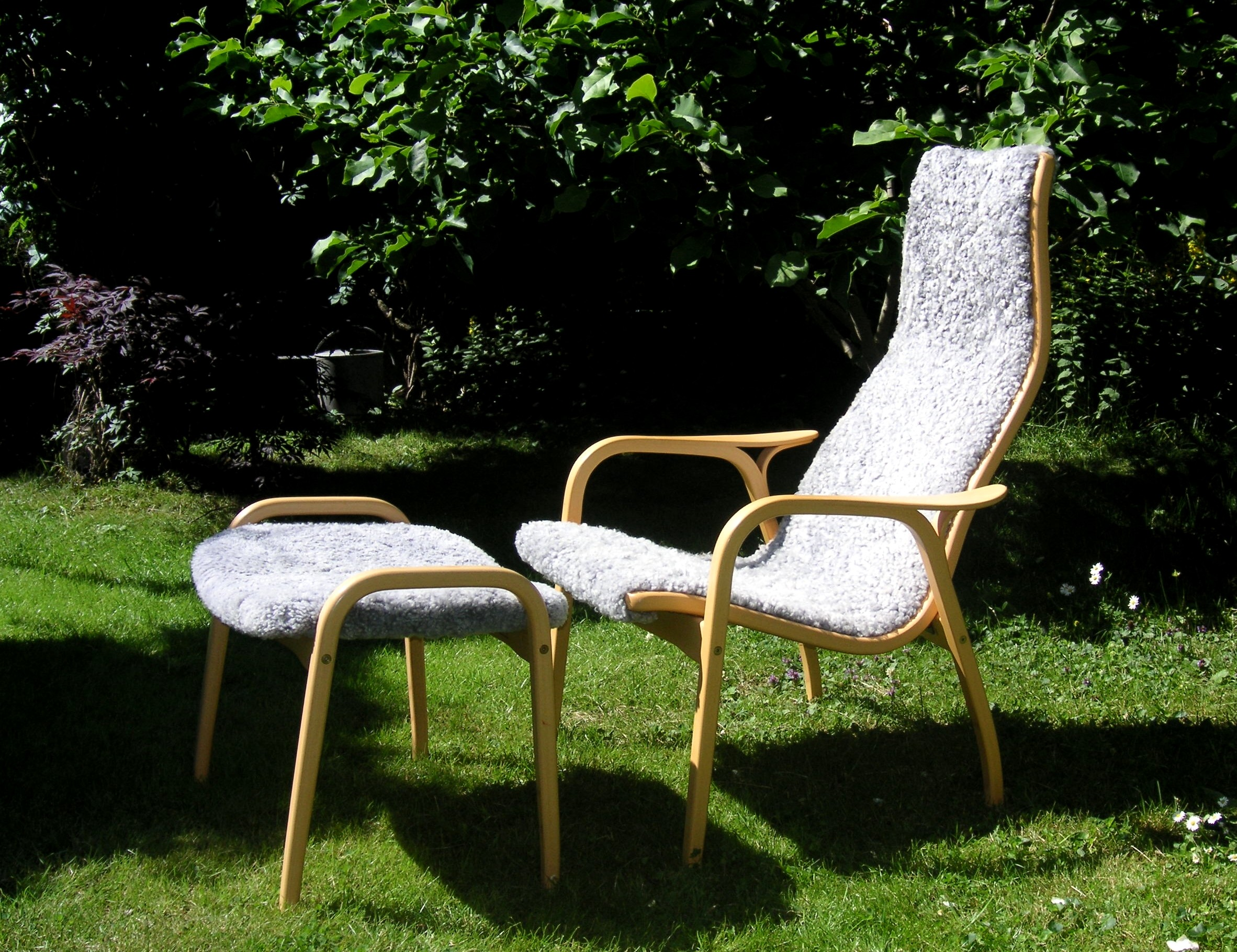
Yngve Ekströms "Lamino", vald till "Århundradets svenska möbel, 1999".

## Genus och design
Så kallade könsskript är ofta integrerade i designen hos produkter, där vissa attribut associeras med manlighet respektive femininitet . Där å ena sidan, produkter avsedda för män kan använda sig av kantigare geometrier, mörkare färger och uttrycker prestandaegenskaper medan å andra sidan produkter med ljusare färger, rundade kanter och geometrier förekommer i produkter avsedda för kvinnor. Designen hos en produkt kan därmed, beroende på bearbetning, underrepresentera vissa användare vilket i sin tur kan resultera i mer eller mindre kritiska konsekvenser för specifika grupper i samhället. Ett exempel på detta är krockolyckor med bilar där kvinnor löper en substantiell större risk att allvarligt skadas i en bilolycka då bilar historiskt varit designade baserat på den genomsnittliga mannen . 
Ett annat exempel på en produkt som utvecklats med åtanke på den ena användaren men inte den andra är gynekologstolen. Gynekologstolen är framtagen för att underlätta arbetet för läkaren, där hänsyn till patientens upplevelse ej har varit en central del i framtagandet av designen . Patienten i fråga har sannolikt, betraktats som ett objekt vid framtagandet av stolens design .
I artikeln (The Androchair: Performing Gynaecology through the Practice och Gender Critical Design)  har de samlat intervjuer från patienter där den genomgående upplevelsen av stolen samt läkarbesöken var övervägande negativa, stolen anses vara steril i sin design, kvinnorna blir placerade i en position där de känner sig utsatta och blir immobila då de inte kan ta sig ur stolen utan hjälp av läkaren. De beskriver även att de inte kan se vad som händer vilket också kan bidra till obehag och dessutom är det inte ovanligt att kvinnorna upplever smärta under besöket. För att illustrera designens påverkan på användaren vidare har de  skapat den fiktiva produkten Androchair. De är tydliga med att förklara hur stolen inte rakt av kan jämföras med gynekologstol då det finns flera sociala skillnader som bidrar till en komplexitet.

## Svenska formgivare och designföretag (urval)
I alfabetisk ordning, huvudsakliga designområden i parentes.

- A&E Design med Tom Ahlström och Hans Ehrich (industri)
- Maria Benktzon (industri)
- Sigvard Bernadotte (industri)
- Karin Björquist (keramik)
- Carl-Arne Breger (industri)
- Jonas Bohlin (möbel)
- Yngve Ekström (möbel)
- Simon Gate (glas)
- Katja Geiger (kläder)
- Stephan Gip (möbler)
- Elsa Gullberg (textil)
- Anna Kraitz (möbler, porslin)
- Hans Krondahl (textil)
- Wilhelm Kåge (keramik)
- Lisa Larson (keramik)
- Stig Lindberg (keramik och industri)
- Ralph Lysell (industri)
- Bruno Mathsson (möbel)
- Sven Palmqvist (glas)
- Signe Persson Melin (keramik, glas, metall)
- Sigurd Persson (metall)
- Sixten Sason (industri)
- Astrid Sampe (textil)
- Gudrun Sjödén (kläder)
- Mats Theselius (möbel)
- Bertil Vallien (glas)
- Ulrica Hydman-Vallien (glas, textil)
- Veryday, tidigare namn Ergonomidesign (industri)
- 10-gruppen (textil)

Svenska formgivare och designer (urval)
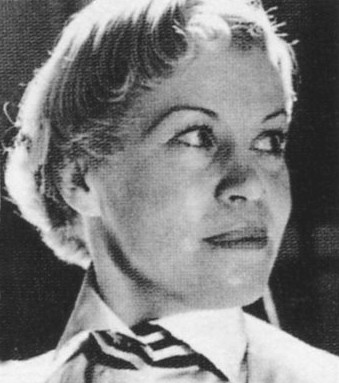
Astrid Sampe
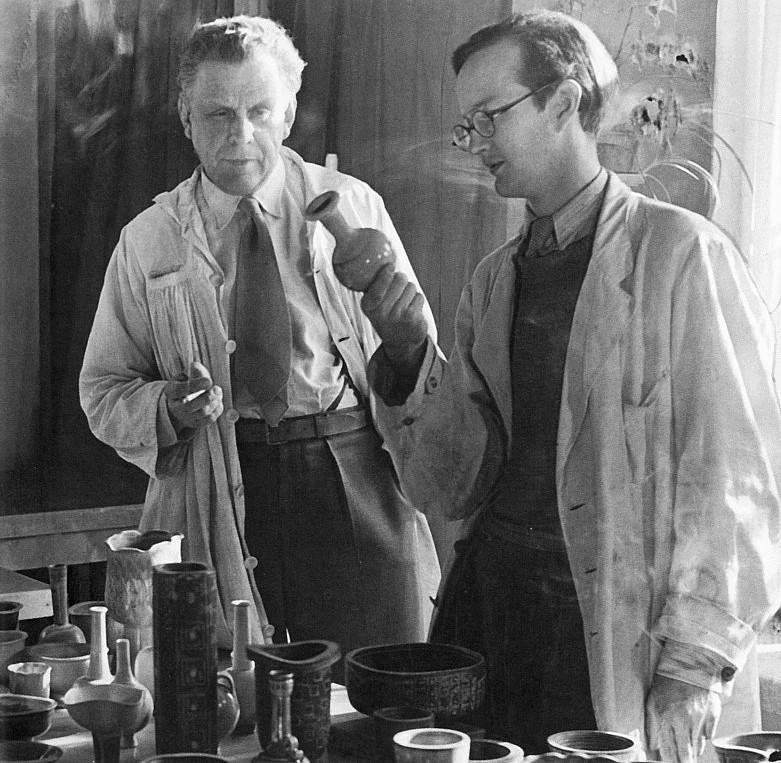
Wilhelm Kåge och Stig Lindberg
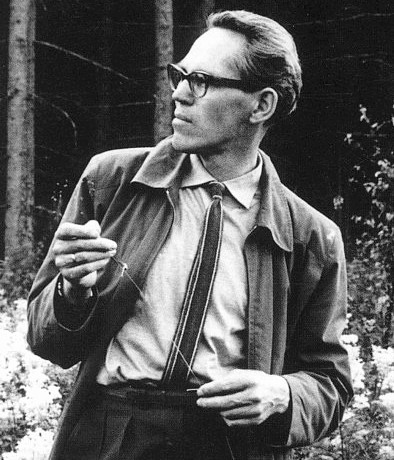
Yngve Ekström
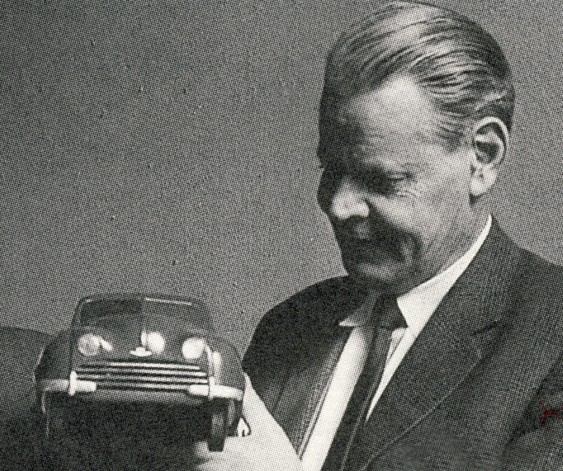
Sixten Sason
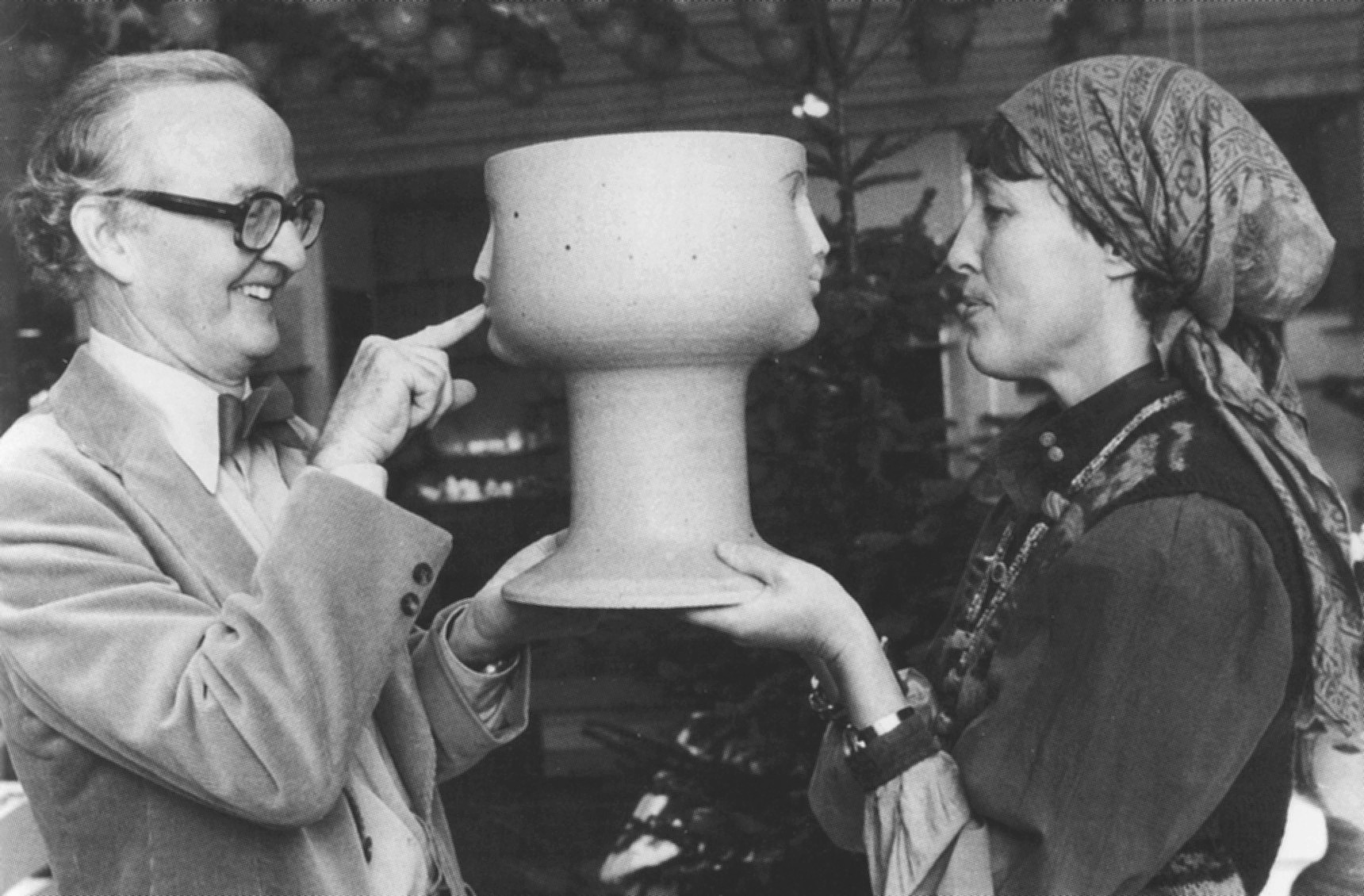
Stig Lindberg och Lisa Larson
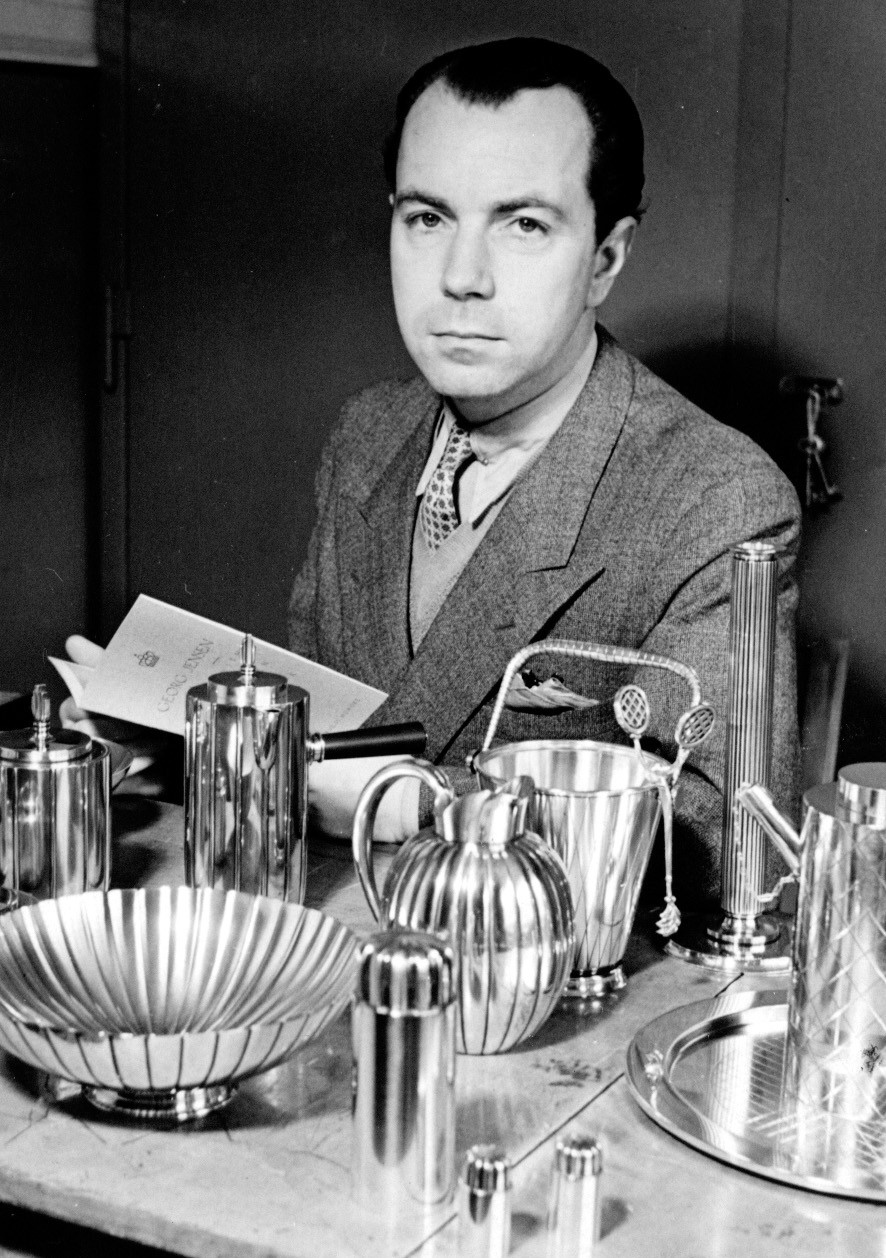
Sigvard Bernadotte
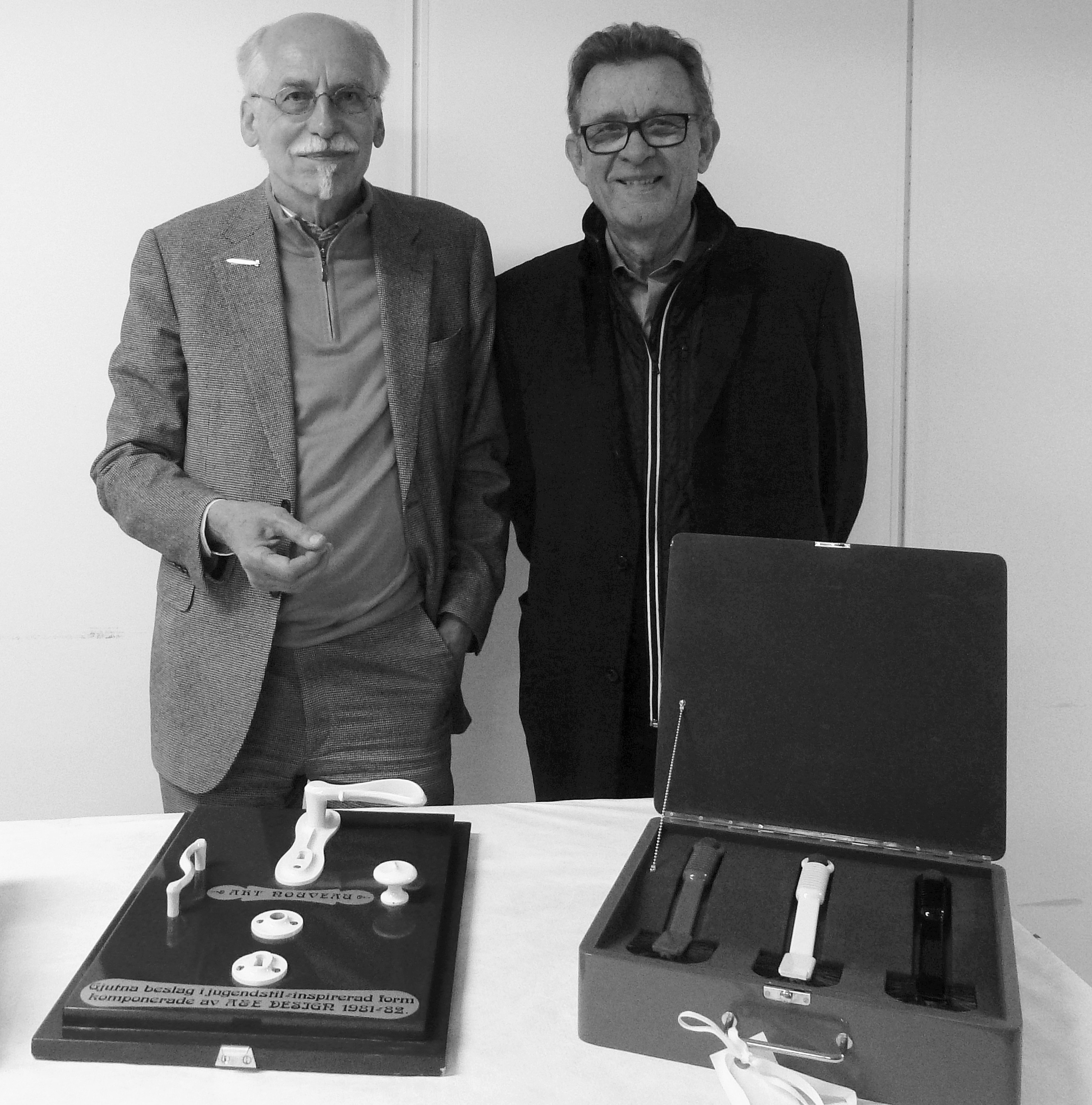
Hans Ehrich (t.v.) och Tom Ahlström
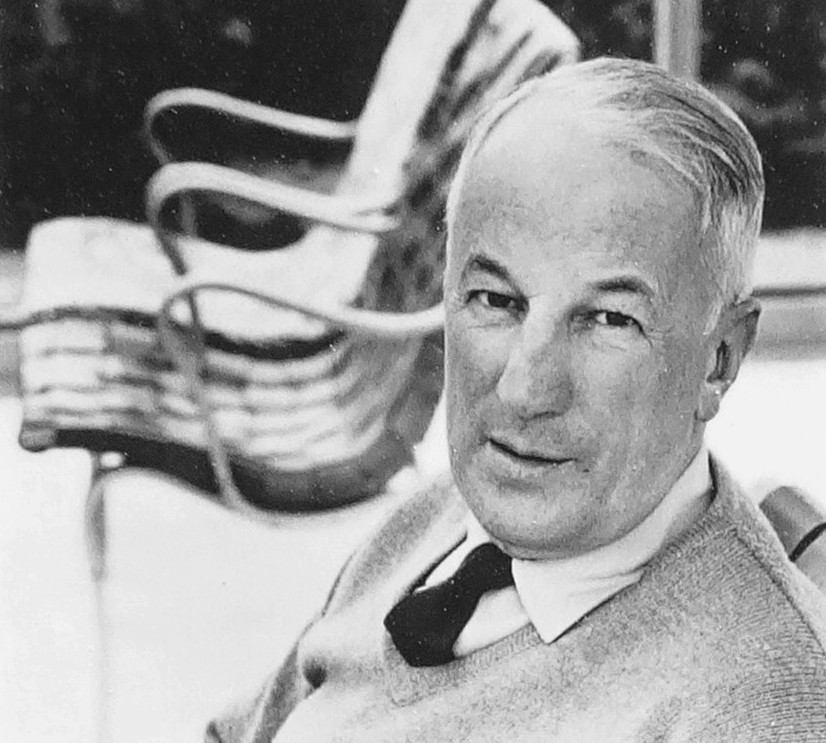
Bruno Mathsson

## Utbildning i Sverige
En god bit in på 1970-talet hade Sverige ingen speciell utbildning för blivande formgivare. På Konstfack i Stockholm fanns en avdelning för metall, inriktad på hantverk och silversmide.

### Utbildningsplatser för grafisk design
- Malmö universitet
- HDK-Valand
- Konstfack
- Linköpings universitet (Campus Norrköping)
- Mälardalens högskola
- Luleå tekniska universitet

### Utbildningsplatser för industridesign

#### På konstnärlig grund
- Beckmans
- Designhögskolan i Umeå vid Umeå universitet
- HDK-Valand vid Göteborgs universitet
- Konstfack
- Linnéuniversitetet
- Lunds Universitet
- Textilhögskolan

#### På vetenskaplig grund
- Chalmers tekniska högskola
- KTH
- Linköpings universitet
- Luleå tekniska universitet
- Malmö universitet
- Mälardalens högskola

## Olika designdiscipliner (urval)
- Grafisk design (även informations-/visuell kommunikationsdesign)
- Industridesign (även produktdesign)
- Modedesign
- Möbeldesign (även inredningsdesign)
- Textildesign
- Webbdesign
- UX design

## Designutmärkelser (urval)
- Utmärkt Svensk Form
- Stora Designpriset
- Swedish Design Award
- Red dot award
- Lunningpriset
- ICSID (International Council of Societies of Industrial Design)